# Австралия
Австра́лия (англ. Australia, МФА: [əˈstreɪljə], от лат. austrālis — «южный»), официальная форма — Австрали́йский Сою́з, или Содру́жество Австра́лии (англ. Commonwealth of Australia, МФА: [ˈkɒm.ənˌwɛlθ əv əˈstreɪljə]) — государство в Южном полушарии, занимающее одноимённый материк, остров Тасмания и несколько других островов Индийского и Тихого океанов; является шестым государством по площади в мире. К северу от Австралии расположены Восточный Тимор, Индонезия и Папуа — Новая Гвинея, к северо-востоку — Вануату, Новая Каледония и Соломоновы Острова, к юго-востоку — Новая Зеландия. От главного острова Папуа — Новой Гвинеи материковая часть Австралийского Союза отделена Торресовым проливом минимальной шириной около 150 км, а расстояние от австралийского острова Боигу до Папуа — Новой Гвинеи составляет около 5 километров.
Столица — Канберра, крупнейший город — Сидней, дургие крупные города — Мельбурн, Брисбен, Перт, Аделаида и Голд-Кост. Население на 30 июня 2023 года оценивалось в 26 638 544 человека, большинство из которых проживает в городах на восточном побережье. Основным языком является австралийский английский; ограниченно используются также местные языки австралийских аборигенов.
Австралия является одной из самых развитых стран мира, будучи четырнадцатой по размеру экономикой в мире, и входит в рейтинг первых двадцати стран в мире по ВВП в расчёте на душу населения. Военные расходы Австралии являются двенадцатыми по размеру в мире. С пятым по величине индексом человеческого развития, она занимает высокое место во многих областях, таких как качество жизни, здоровье, образование, экономическая свобода, защита гражданских свобод и политических прав.
Государство является членом G20, ОЭСР, ВТО, АТЭС, ООН, Содружества наций, АНЗЮСа, АУКУСа и Форума тихоокеанских островов.

## Этимология названия

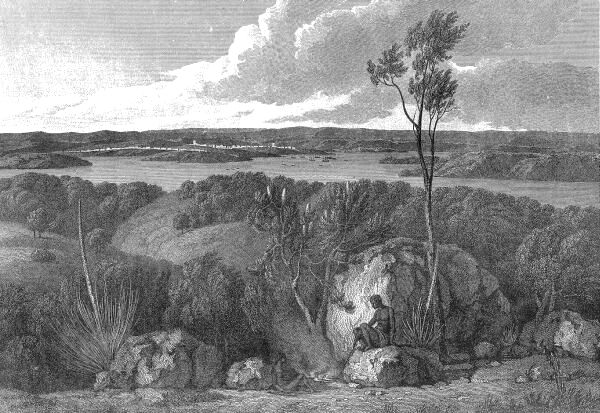
Вид Порт-Джэксона, из Путешествие в Terra Australis. На этом месте был основан Сидней

Термин «Австралия» (англ. Australia, [əˈstɹæɪljə, -liə] в австралийском английском) происходит от лат. austrālis («южный»). В разговорной речи австралийцев для обозначения Австралии используется слово Oz. Для обозначения прилагательного «австралийский» австралийцами используется слово Aussie ([ˈɒzi]).
Легенды о Неведомой Южной земле (лат. Terra Australis Incognita) — «неизвестной земле на юге» — восходят к временам Римской империи и были обычным явлением в средневековой географии, несмотря на то, что не базировались на каких-либо знаниях о самом континенте.
Самыми ранними задокументированными сведениями об использовании в английском языке слова «Australia» были написанные в 1625 году «Сведения об Аустралиа-дель-Эспириту-Санту, записанные мастером Халклайтом» (англ. A note of Australia del Espíritu Santo, written by Master Hakluyt) и опубликованные Самуэлем Пурчасом в Hakluytus Posthumus, где испанское название Аустралиа-дель-Эспириту-Санту (исп. Australia del Espíritu Santo), данное острову в архипелаге Новые Гебриды, было искажено до «Australia». Прилагательное «Australische» также использовалось голландскими чиновниками Батавии (современная Джакарта) для обозначения всех новооткрытых с 1638 года южных земель. Слово «Australia» было использовано в переведённой на английский язык книге французского писателя-утописта Габриэля де Фуаньи «Приключения Жака Садера, его путешествие и открытие Астральной Земли» (фр. Les Aventures de Jacques Sadeur dans la Découverte et le Voyage de la Terre Australe; 1676). По отношению ко всей южной части Тихого Океана этот термин использует Александр Далримпл, шотландский географ, в своей книге «Историческая коллекция путешествий и открытий в южной части Тихого океана» (англ. An Historical Collection of Voyages and Discoveries in the South Pacific Ocean; 1771). В конце XVIII века термин используется ботаниками Джорджем Шоу и Джеймсом Эдвардом Смитом для обозначения австралийского континента в их книге «Зоология и ботаника Новой Голландии» (англ. Zoology and Botany of New Holland; 1793), а также на карте 1799 года, принадлежавшей Джеймсу Уилсону.
Название «Australia» стало популярным после опубликования в 1814 году «Путешествия в Terra Australis» капитана Мэтью Флиндерса, который является первым человеком, обогнувшим Австралийский континент. При её подготовке Флиндерс убедил своего патрона, Джозефа Бэнкса, использовать термин Terra Australis, как более известный публике. Флиндерс сделал это, указав:

Если бы я позволил себе любое новшество, то это было бы преобразование названия континента в «Australia», так как оно и более приятное для уха, и сочетается с именами других великих частей света.
Оригинальный текст (англ.)Had I permitted myself any innovation on the original term, it would have been to convert it to Australia; as being more agreeable to the ear, and an assimilation to the names of the other great portions of the earth.

Это единственное употребление слова «Australia» в тексте; но в Приложении III книги Роберта Броуна «Общие сведения, географические и систематические, о ботанике Терра Аустралис» (англ. General remarks, geographical and systematical, on the botany of Terra Australis; 1814) повсеместно используется прилагательное «Australian» и эта книга является первым задокументированным использованием этого слова. Несмотря на распространённое заблуждение, книга не сыграла особой роли в принятии слова «Australia» для названия континента — это название было принято в течение последующих десяти лет после выхода книги. Лаклан Маккуори, губернатор Нового Южного Уэльса, использовал это название в официальных посланиях в Англию, а 12 декабря 1817 года рекомендовал Министерству по делам колоний Британской империи официально принять его. В 1824 году Британское адмиралтейство окончательно утвердило это название континента.

## Физико-географическая характеристика

### Географическое положение

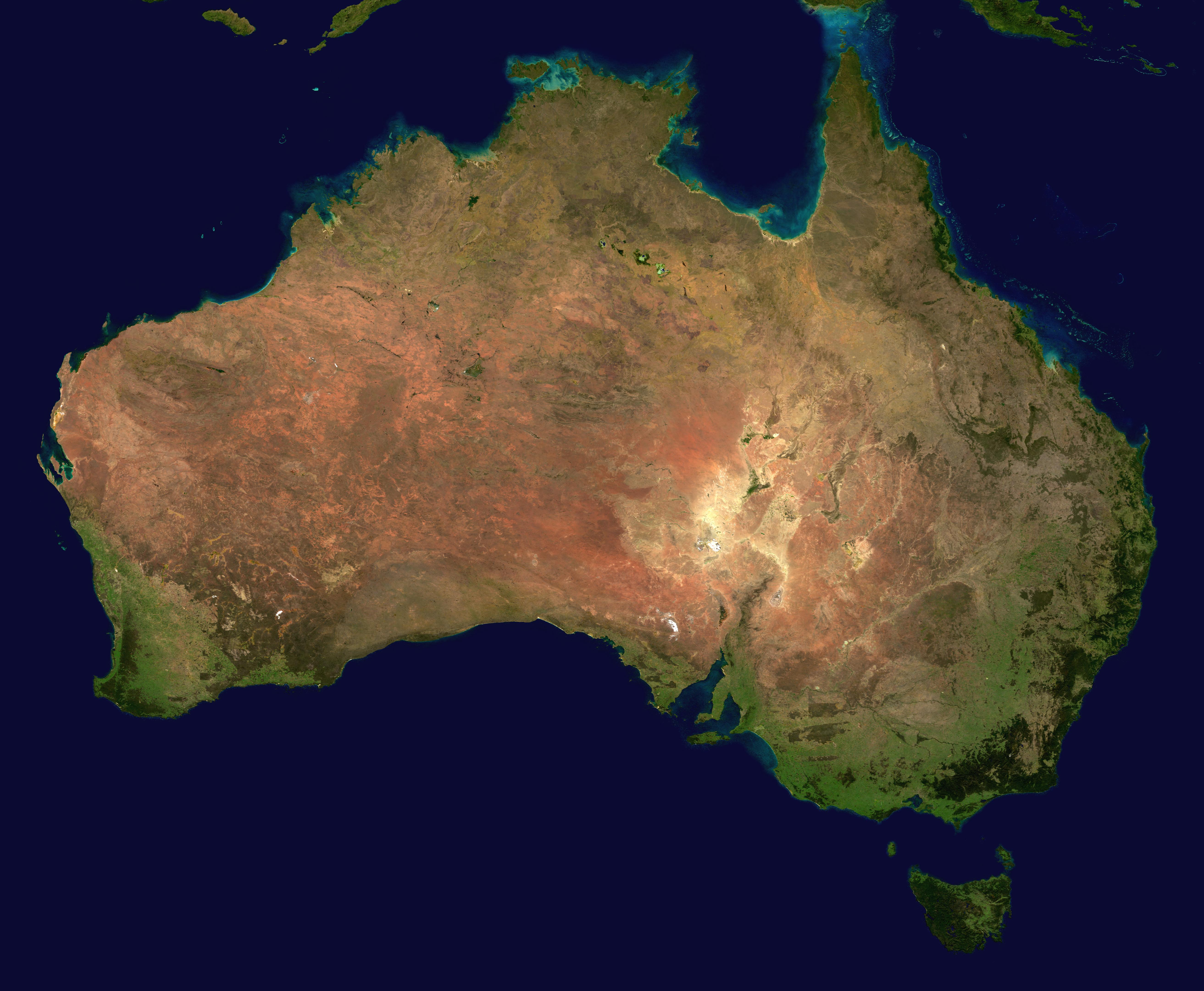
Снимок Австралии из космоса

Австралийский Союз — государство в Южном полушарии площадью 7 692 024 км². Австралия является шестым по площади государством в мире после России, Канады, Китая, США и Бразилии, занимая около 5 % поверхности суши Земли. Является также крупнейшим по территории государством, полностью расположенном в Южном полушарии. В него входят: материк Австралия (включая остров Тасмания) площадью 7 659 861 км² и другие прибрежные острова площадью 32 163 км². Под контролем Австралии находятся несколько внешних территорий: Кокосовые (Килинг) острова площадью 14 км², остров Рождества площадью 135 км², острова Ашмор и Картье площадью 199 км², территория островов Кораллового моря площадью 7 км² (площадь акватории около 780 тыс. км²), остров Херд и острова Макдональд площадью 372 км² (входят в состав Австралийской антарктической территории), остров Норфолк площадью 35 км² и Австралийская антарктическая территория площадью 5 896 000 км² (суверенитет Австралии над этой территорией не признаётся большинством стран мира). Общая площадь всех внешних территорий 5 896 762 км² (без Антарктической территории — 762 км²).
Северное и восточное побережья Австралии омывают моря Тихого океана: Арафурское, Коралловое, Тасманово, Индийского океана — Тиморское; западное и южное — Индийский океан. Близ Австралии расположены крупные острова Новая Гвинея и Тасмания. Вдоль северо-восточного побережья Австралии более чем на 2000 километров тянется самый большой в мире коралловый риф — Большой Барьерный риф.
Австралия простирается с запада на восток почти на 4000 километров, а с севера на юг — примерно на 3860 км. Крайними точками материка являются: на севере — мыс Йорк (10° ю. ш.), на юге — мыс Саут-Ист-Кейп (43° ю. ш.), на западе — мыс Стип-Пойнт (114° в. д.), на востоке — мыс Байрон (154° в. д.).
Длина береговой линии Австралии составляет 59 736 км (из них материковой части — 35 877 км, островной — 23 859 км), а площадь исключительной экономической зоны — 8 148 250 км².

### Климат
| Экваториальный Тропический Субтропический | Пустынный Полупустынный Умеренный |

Климатическая карта Австралии по классификации Кёппена. Пояса:

Климат Австралии находится под значительным воздействием океанических течений, в том числе диполя Индийского океана и Эль-Ниньо, которые создают периодические засухи и сезонное тропическое низкое давление, которое приводит к образованию циклонов в северной части Австралии. Эти факторы вызывают заметное изменение количества осадков от года к году. Большая часть севера страны обладает тропическим климатом с преимущественно летними осадками.
Почти три четверти Австралии представляют собой пустыни и полупустыни. В юго-западной части страны климат является средиземноморским. В большей части юго-востока страны (включая Тасманию) климат умеренный. На засушливость региона влияет холодное Западно-Австралийское течение, которое не даёт энергии для образования циклона. Нечто подобное происходит и на западе Южной Америки, но там всё меняется с появлением Эль-Ниньо.

#### Уровень осадков
Почти 40 % территории Австралии получают менее 250 мм осадков в год, и 70 % — менее 500 мм. Самый засушливый район Австралии расположен вокруг озера Эйр, в Южной Австралии. Ежегодно там выпадает менее 125 мм осадков в год. Для сравнения — в Москве выпадает 600—800 мм осадков в год, в Мадриде — 400 мм, а в Токио — 1530 мм. Регионы, получающие много осадков, невелики по площади. Снег регулярно выпадает только в двух местах — на высоте 1350 м в Австралийских Альпах и на высоте 1050 м в горах Тасмании.

### Геологическое строение
В основе территории страны лежит древняя Австралийская платформа, представляющая собой часть некогда существовавшего материка Гондвана в южном полушарии Земли.

### Рельеф

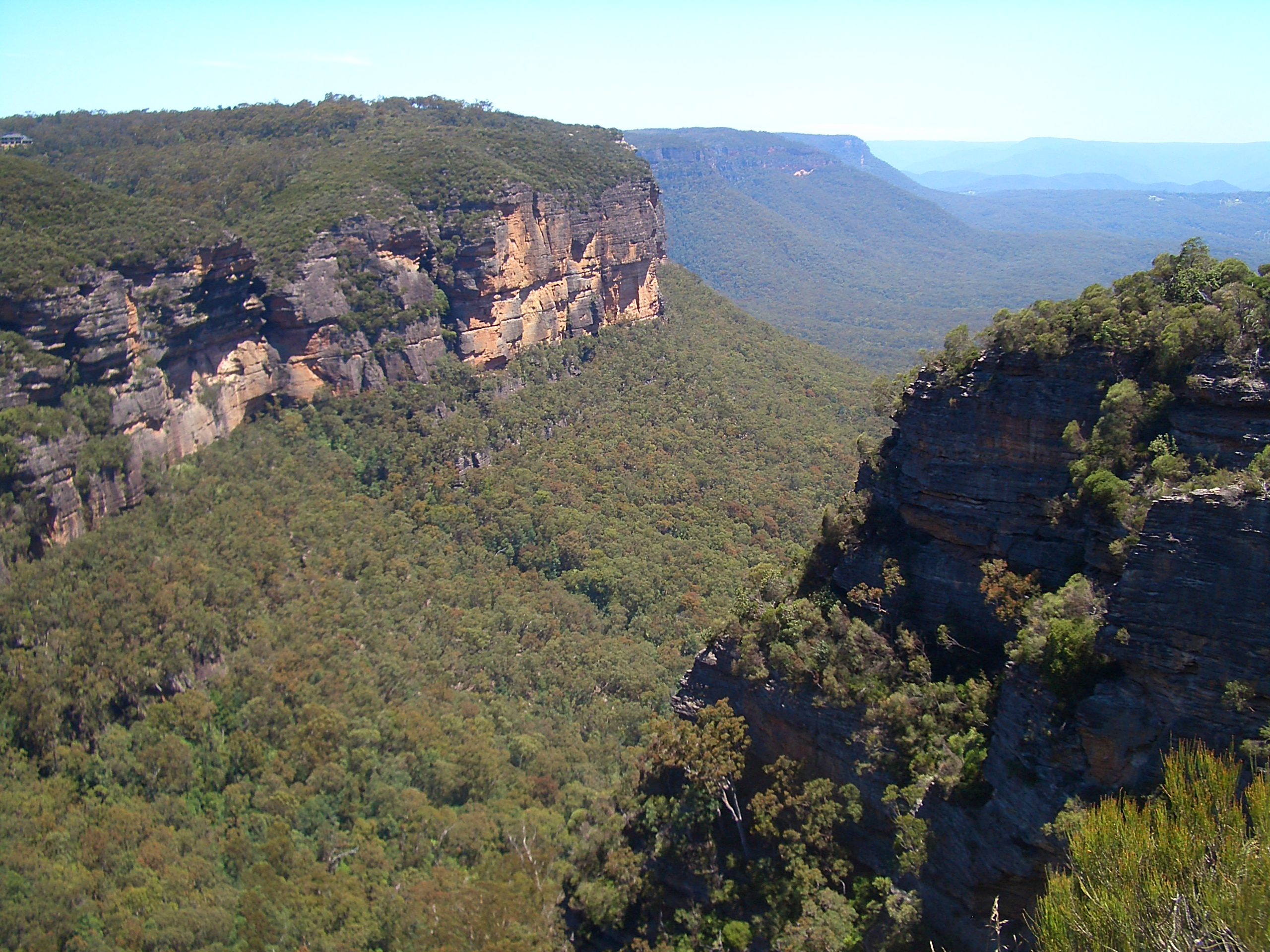
В Голубых горах (часть Большого Водораздельного хребта) у Катумбы

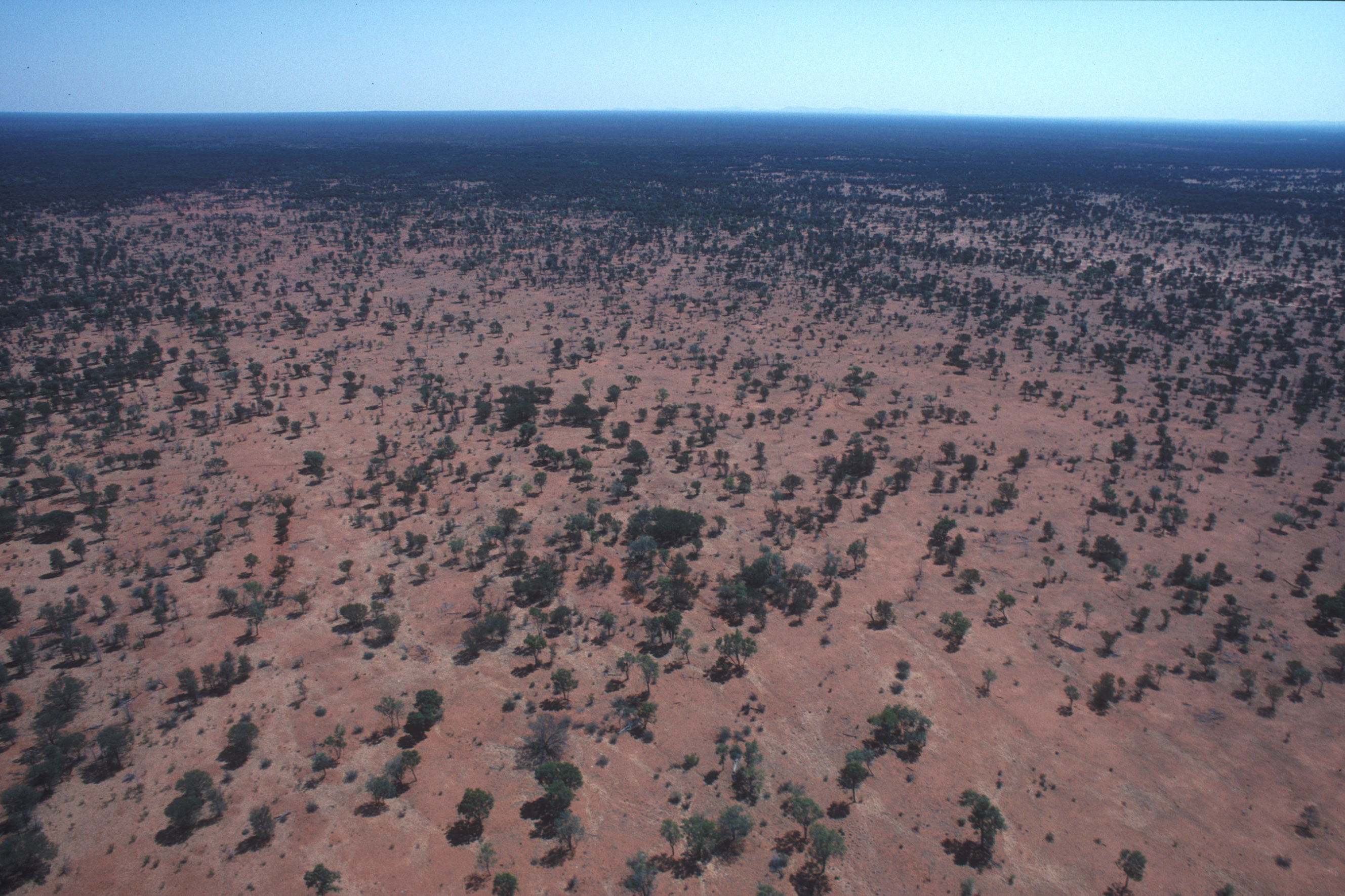
Австралия с воздуха

Бо́льшую часть территории страны занимают обширные пустыни и низменные территории. Наиболее известные пустыни — Большая Песчаная пустыня и Большая пустыня Виктория. На востоке от пустыни Виктория простирается полупустыня Большой Артезианский бассейн. На востоке материка находятся сильно разрушенные, невысокие горы герцинской складчатости — Большой Водораздельный хребет с максимальной высотой на юге (гора Косцюшко, 2228 м; Таунсенд, 2209 м).
Разломы и речные долины расчленяют горы на отдельные массивы. Вершины гор имеют куполообразную форму. Восточные склоны гор круто обрываются к морю, западные — более пологие. Австралия — единственный материк, где нет современного оледенения и действующих вулканов; Австралии принадлежат два действующих вулкана, находящихся на островах в удалении от материка.
Самой низкой точкой Австралии является озеро Эйр (−15 м), площадь которого составляет около 15 000 км².
Гора Косцюшко — высшая точка австралийского континента. Высшая точка страны (вулкан Моусон-Пик) находится на субантарктическом острове Херд.

### Природные ресурсы

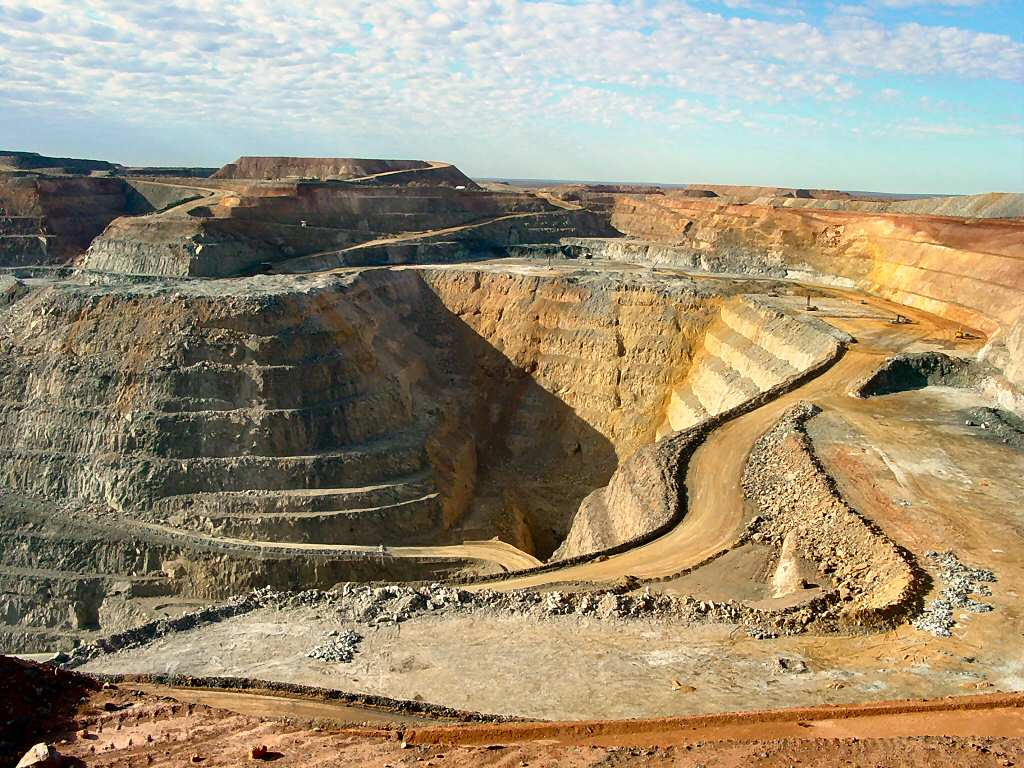
«Биг Пит» («Большая яма»), золотой рудник у Калгурли

Основное природное богатство страны — минеральные ресурсы. Обеспеченность Австралии природно-ресурсным потенциалом в 20 раз выше среднемирового показателя. Страна занимает 3-е место в мире по запасам бокситов (1/16 мировых запасов и 30 % добычи), 1-е место в мире по запасам циркония (2/3 мировых), урана (1/3 мировых) и 4-е место (после Казахстана, Намибии и Канады) по его добыче: 4192 т в 2022 году. Страна занимает 6-е место в мире по запасам угля. Имеет значительные запасы марганца, золота, алмазов. На юге страны (месторождение Браунлоу), а также у северо-восточных и северо-западных берегов в шельфовой зоне имеются незначительные месторождения нефти и природного газа.

### Гидрология
Речная система Австралии небольшая. Она представлена в основном рекой Муррей (Марри) с притоком Дарлинг, которые берут начало в Большом Водораздельном хребте. В нижнем течении Дарлинг пересыхает и распадается на отдельные водоёмы. Протяжённость Муррея, являющегося самой длинной рекой страны, составляет 2375 км. Вторая по длине река Австралии — Маррамбиджи (1485 км), третья — Дарлинг (1472 км; если учитывать длину всех притоков реки Дарлинг, которые официально не являются её частью, то длина возрастает до 2844 км, делая Дарлинг самой длинной рекой Австралии). Река Муррей и её приток, Дарлинг, также являются главными реками в речном бассейне Муррей-Дарлинг, который считаются крупнейшим в стране: он занимает около 14 % суши Австралии, или более 1 млн км². Наиболее развита речная сеть на острове Тасмания. Реки там имеют смешанное дождевое и снеговое питание и полноводны в течение всего года. Они стекают с гор и поэтому бурны, порожисты и обладают большими запасами гидроэнергии. Например, река Дэруэнт широко используется для строительства гидроэлектростанций. Наличие дешёвой электроэнергии способствует развитию на Тасмании энергоёмких производств, таких как выплавка чистых электролитных металлов, изготовление целлюлозы и др. Недостаток поверхностных вод частично возмещается большими запасами подземных вод, которые скапливаются в артезианских бассейнах. Артезианские воды Австралии содержат много солей.
На территории Австралии имеется большое количество озёр, которые расположены преимущественно в котловинах, заполняемых водой только после дождей. При этом значительную часть года эти озёра покрыты глинисто-солончаковой коркой. Крупнейшими озёрами страны являются Эйр (9500 км²), Маккай (3494 км²), Амадиус (1032 км²), Гарнпанг (542 км²) и Гордон (270 км²; одновременно является крупнейшим искусственным водоёмом Австралии). Крупнейшие солёные озёра — Эйр (9500 км²), Торренс (5745 км²) и Гэрднер (4351 км²). Самым высокогорным озером Австралии является Коотапатамба.

### Живая природа

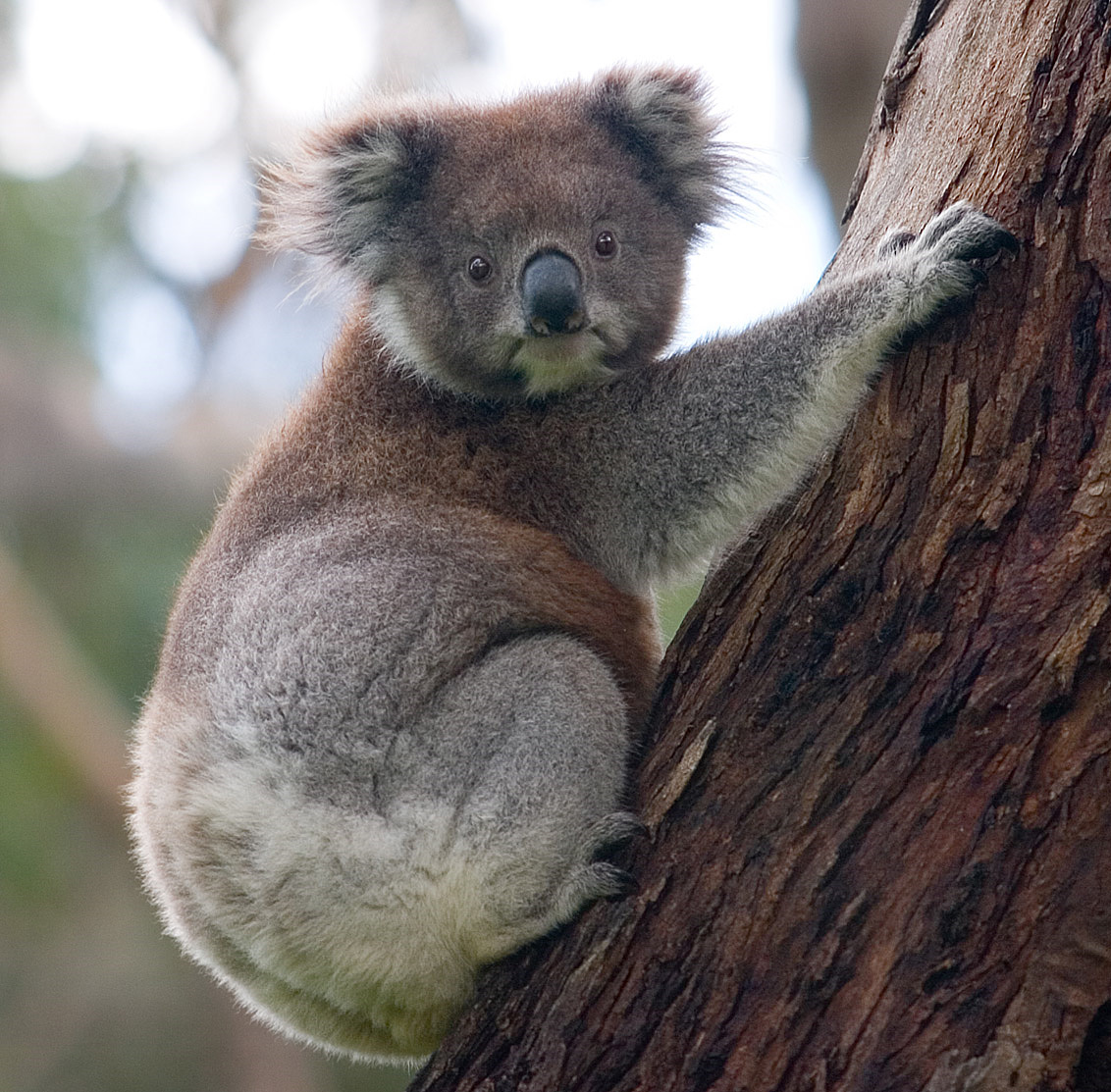
Коала на стволе эвкалипта, листьями которого питается этот эндемик Австралии

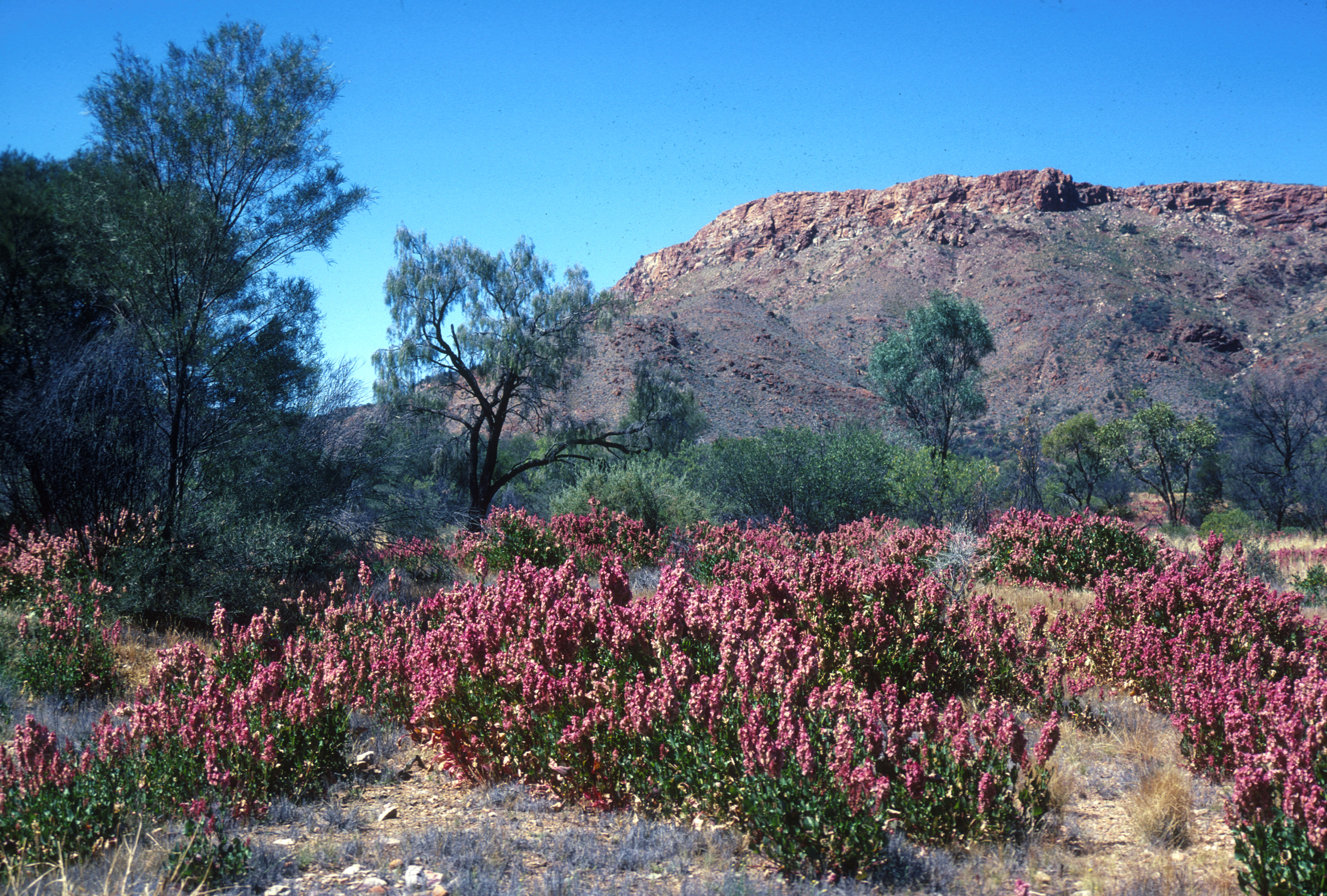
Растительность в австралийской пустыне

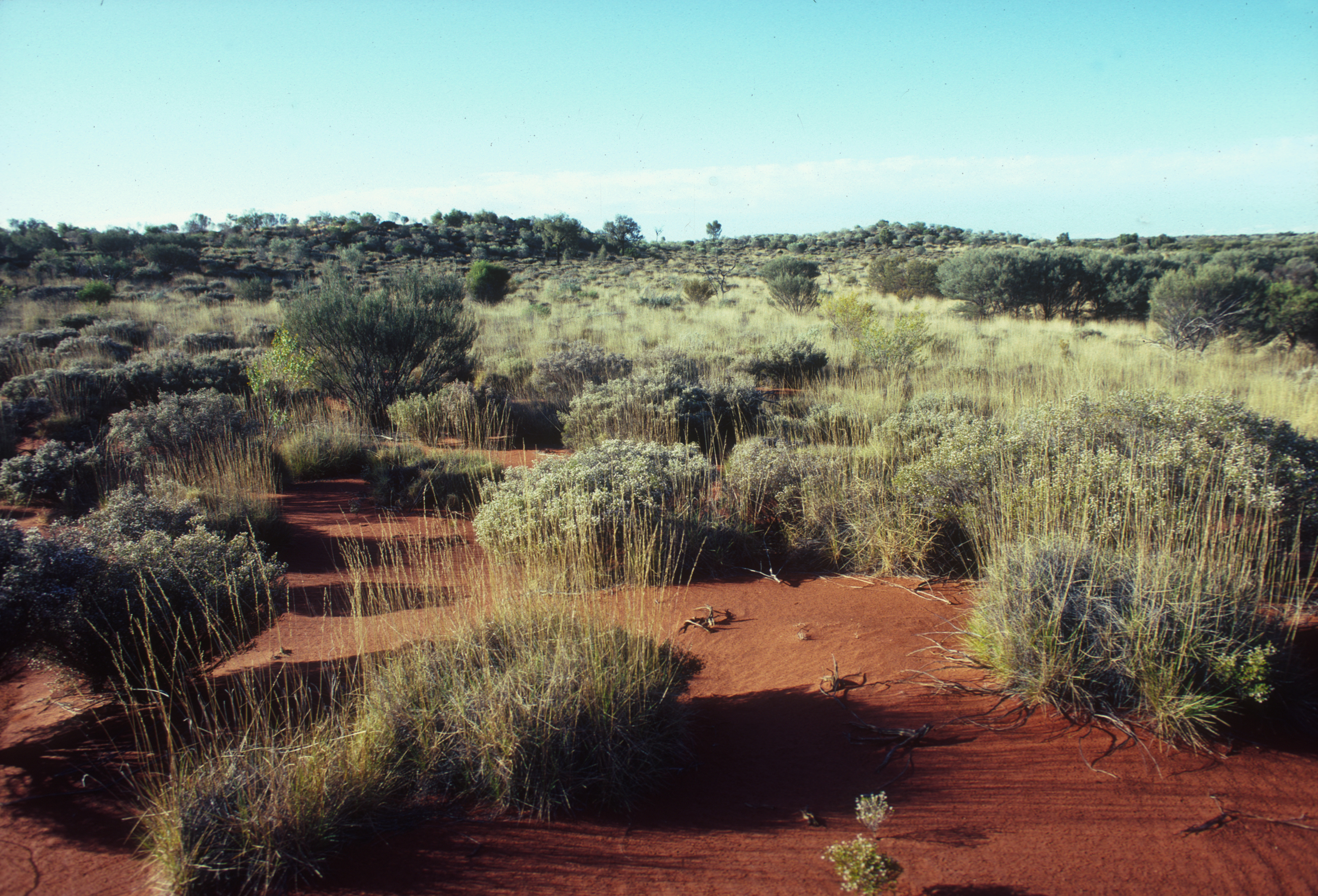

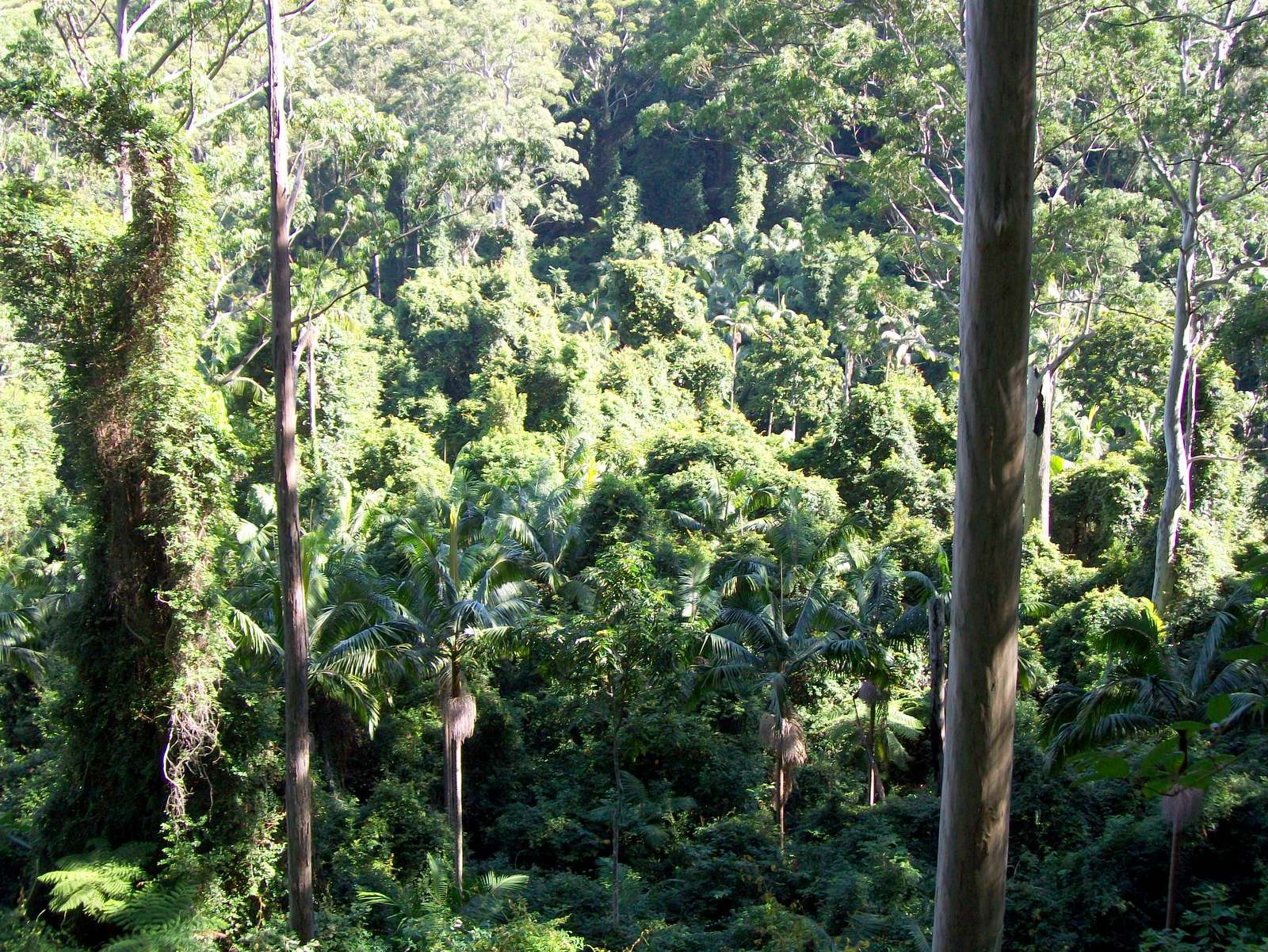
Тропический лес в Новом Южном Уэльсе

Хотя большую часть континента занимают полупустыни и пустыни, в Австралии имеются разнообразные ландшафты: от аналогичных альпийским лугам до тропических джунглей. Из-за значительного возраста континента (а также низкого плодородия почв), большого разнообразия погодных условий и длительной географической изоляции, биота Австралии богата и уникальна. Флора и фауна Австралии суммарно включают около 12 тысяч видов, из них около 9 тысяч — эндемики. Среди цветковых растений эндемиков 85 %, из млекопитающих — 84 %, птиц — 45 %, прибрежных рыб — 89 %. Многим экологическим регионам Австралии и их флоре и фауне угрожает человеческая деятельность и интродуцированные виды растений и животных.
Основным правовым документом, регулирующим охрану исчезающих видов в Австралии, является «Акт о защите окружающей среды и биологического разнообразия» 1999 года (англ. Environment Protection and Biodiversity Conservation Act 1999). С целью защиты и сохранения уникальной экосистемы Австралии в стране создано большое количество охраняемых территорий: 64 болотистые местности были внесены в Рамсарский список водно-болотистых угодий международного значения, 16 объектов — в список Всемирного наследия. По такому показателю, как индекс экологической эффективности, Австралия в 2022 году заняла 17-е место.
Большая часть австралийских древесных растений являются вечнозелёными, а некоторые из них приспособились к засухам или пожарам, как, например, эвкалипты и акации. На континенте произрастает большое число эндемичных растений семейства Бобовые, которые могут выжить на малоплодородных почвах благодаря микоризе с бактериями рода Rhizobium.

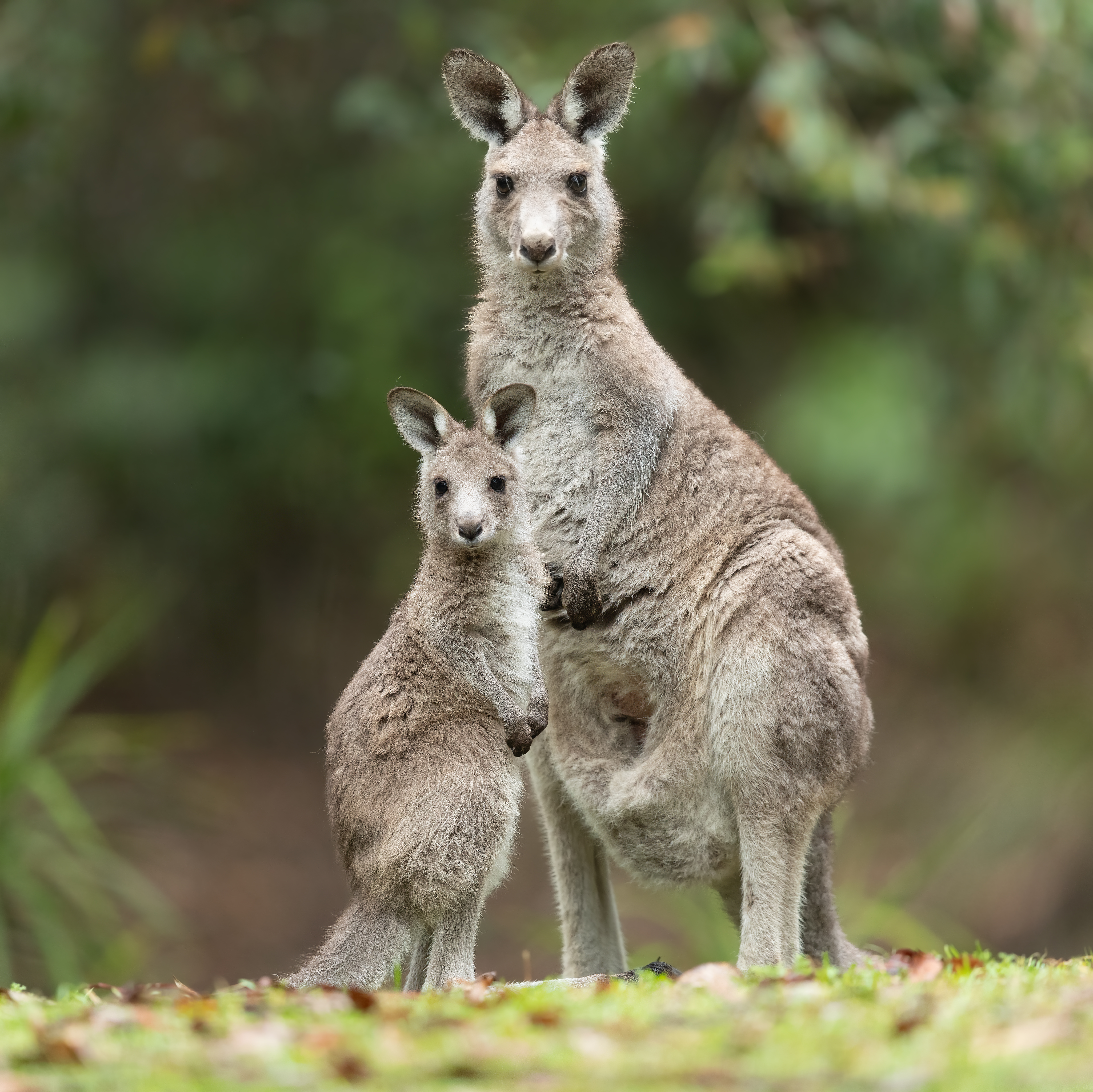
Гигантские кенгуру живут в восточной части Австралии и являются символом этой страны

Флора прохладной Тасмании значительно отличается от флоры большой земли. Кроме типичных для Австралии эвкалиптов, на острове произрастает значительное число видов деревьев, родственных новозеландским и южноамериканским, в частности вечнозелёный южный бук (нотофагус).
Наиболее известными представителями австралийской фауны являются однопроходные животные (утконосы и ехидны), разнообразные сумчатые (коалы, кенгуру, вомбаты), и такие птицы как эму, какаду и кукабара. В Австралии обитает самое большое количество в мире ядовитых змей. Динго были завезены австронезийцами, которые торговали с австралийскими аборигенами с 3000 года до н. э. Многие растения и животные, включая гигантских сумчатых, вымерли в конце плейстоцена; другие (например, тасманский тигр (сумчатый волк)) вымерли с появлением европейцев.
Богаты омывающие Австралию воды и головоногими моллюсками. Среди особо известных видов — синекольчатые осьминоги (несколько видов из рода Hapalochlaena, причисляемые к самым ядовитым животным мира) и гигантские австралийские каракатицы, собирающиеся каждую зиму для массовых брачных игр в одной из бухт залива Спенсер.

### Экологическая ситуация, природоохранная деятельность

#### Загрязнение воздуха
Около 10 % домов в Австралии отапливаются дровами, это приводит к значительному загрязнению воздуха в холодные месяцы. На дровяное отопление приходится до 40 % загрязнения воздуха, страдают в том числе крупные города — такие как Сидней и Аделаида. Исследования в небольшом городе Армидейл (около 20 тыс. жителей) показали, что с дымом дровяных печей связаны 14 преждевременных смертей и ущерб в более чем 30 миллионов долларов ежегодно.
Особенно сильное загрязнение воздуха вызывают крупные лесные пожары, дым от которых в отдельные годы достигает берегов Новой Зеландии.

#### Ограничения на использование воды
К концу XX века во многих частях Австралии создалась напряжённая ситуация с пресной водой. Например, растущие нужды населения и промышленности штата Южная Австралия с большим трудом могли быть удовлетворены традиционными источниками (река Муррей, мелкие речки, стекающие с холмов у Аделаиды, дождевая вода, собираемая населением, и артезианские воды).
В связи с этим в Австралии существуют официальные ограничения на использование воды (англ. water restrictions). Они сильно различаются в зависимости от региона, и обычно состоят из нескольких уровней (город Сидней — три уровня, штат Квинсленд — 7 уровней), на каждом из которых существуют свои запреты. Ослабление запретов (повышение уровня расхода воды) обычно связывается с началом сезона дождей (приходится на зиму, в Южном полушарии — июнь, июль, август), и наполнением водохранилищ. Примером подобных запретов являются: запрет мыть машину из шланга (можно только из ведра), наполнять бассейны, поливать твёрдые поверхности (асфальт, бетон), поливать газоны с 10 до 16 часов.

#### Строительство опреснительных установок
В связи с нехваткой пресной воды в штате Южная Австралия планируется строительство нескольких крупномасштабных водоопреснительных сооружений на основе обратного осмоса. Строительство подобных сооружений планируется и на заливе Сент-Винсент, для обеспечения водой Аделаиды.
Горнодобывающая компания BHP Billiton, намечающая дальнейшее расширение своих урановых рудников (карьеров) Олимпик-Дэм, расположенных в пустыне в нескольких сотнях километрах к северу от залива Спенсер, планирует построить крупномасштабный завод для опреснения воды у северной оконечности залива (г. Уайалла), и магистральный водопровод оттуда к своему карьеру. По проекту, завод будет ежедневно забирать 360 тыс. м³ воды из залива, производя 180 тыс. м³ пресной воды (120 тыс. м³ воды для нужд горнодобывающей компании, плюс ещё 60 тыс. м³ воды для населения полуострова Эйр), и сбрасывая 180 тыс. м³ рассола, остающегося после опреснения воды, обратно в залив.
Эти планы вызывают тревогу местных экологических организаций. Они озабочены, не засосут ли водозаборники множество планктона (включая личинок рыб и т. п.), и не повредит ли повышающаяся солёность остающейся в заливах воды подводным обитателям, включая гигантских австралийских каракатиц, ежегодно собирающихся для своих брачных игр в северную часть залива Спенсер.

## История

### Австралия до контактов с европейцами (до 1606 года)

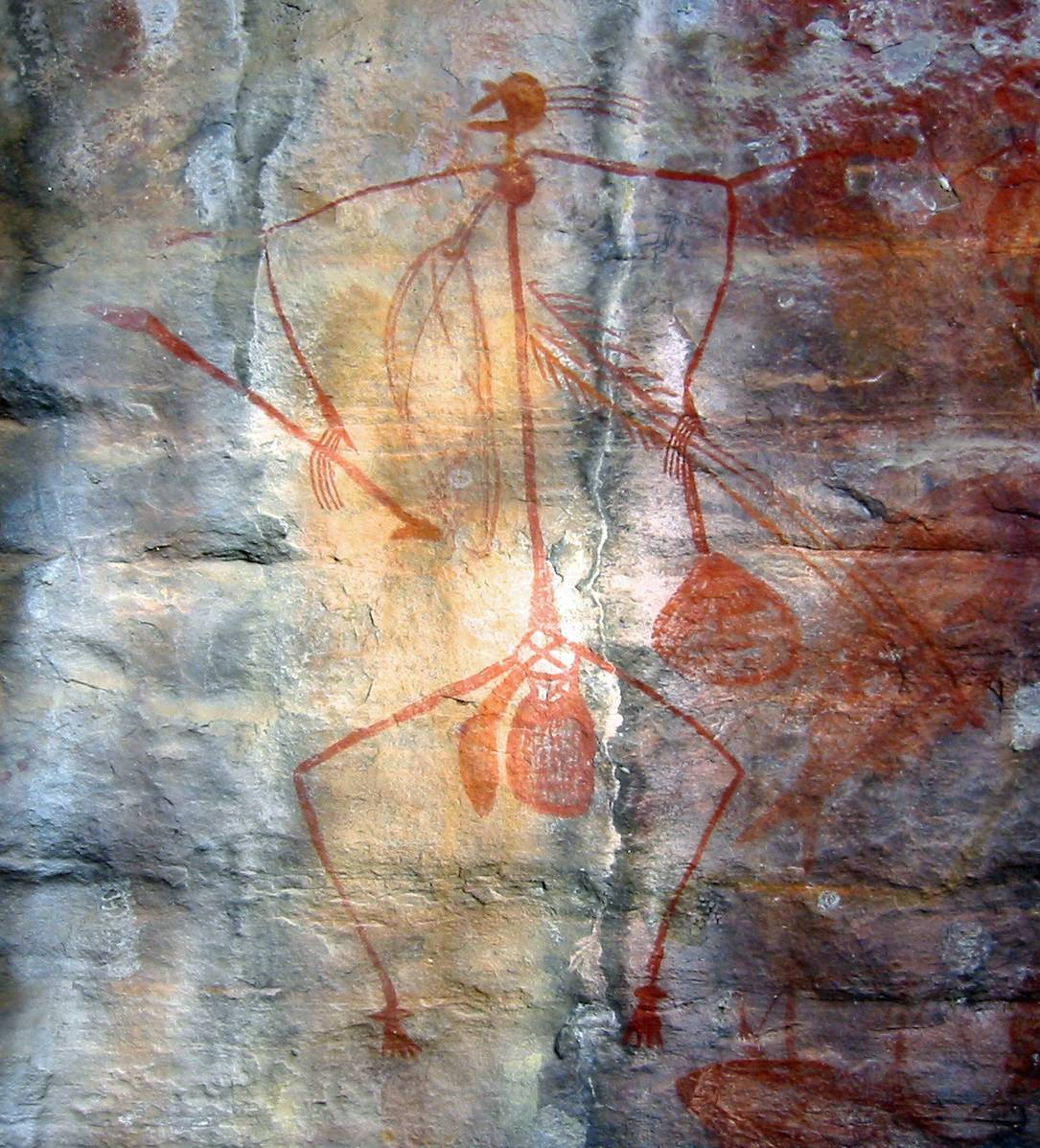
Рисунки аборигенов в Национальном парке Какаду, которым примерно 30 000 лет.

Предки австралийских аборигенов появились в Австралии 40—60 тыс. лет назад (по другим данным — около 70 тыс. лет назад). Люди прибыли в Австралию по морю в то время, когда Новая Гвинея и Тасмания были частью континента, что делает их самыми ранними морскими путешественниками в мире. Заселение континента людьми началось 42—48 тыс. лет назад.
Самые ранние человеческие останки найдены на озере Мунго, высохшем озере на юго-востоке штата Новый Южный Уэльс. Эти останки являются одним из старейших найденных на Земле примеров кремации, что указывает на раннее существование религиозных ритуалов среди австралийских аборигенов.
Искусство аборигенов считается старейшей продолжающейся традицией искусства в мире. Его возраст оценивают в 30 000 лет и его можно встретить по всей территории Австралии (в частности, на Улуру и в Национальном парке Какаду). С точки зрения возраста и изобилия рисунков, наскальная живопись в Австралии сопоставима с пещерами Ласко и Альтамира в Европе.
В период 10—12 тыс. лет до нашей эры Тасмания изолируется от материка, и некоторые каменные технологии не смогли достичь тасманийских аборигенов (например, использование бумеранга). Во время древнейшего периода истории Австралии в юго-восточной Австралии часто происходили извержения вулканов. В юго-восточной Австралии, на озере Кондах в штате Виктория, найдены полупостоянные поселения с большими запасами продовольствия. На протяжении веков макасары торговали с аборигенами Австралии, в частности с людьми йолнгу на северо-востоке Арнем-Ленда.

### Открытие Австралии мореплавателями (1606—1788)

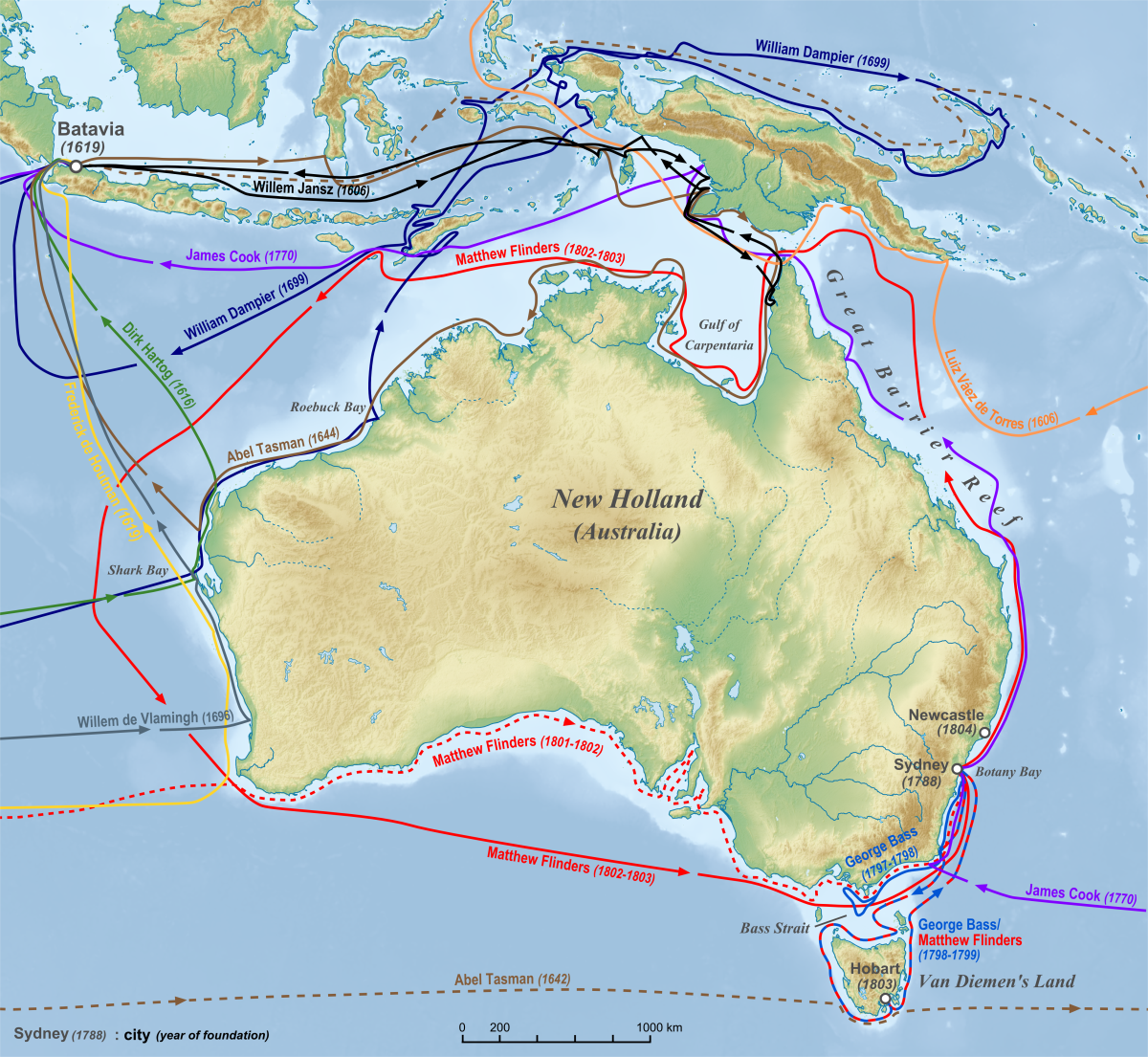
Исследование европейскими мореплавателями Австралии (до 1812 года)
1606 — Виллем Янсзон
1606 — Луис Ваэс де Торрес
1616 — Дерк Хартог
1619 — Фредерик де Хаутман
1644 — Абел Тасман
1696 — Виллем де Вламинк
1699 — Уильям Дампир
1770 — Джеймс Кук
1797—1799 — Джордж Басс
1801—1803 — Мэтью Флиндерс

Некоторые авторы пытались доказать, что европейцы посетили Австралию ещё в XVI веке. Кеннет Макинтайр и другие историки утверждали, что португальцы тайно открыли Австралию в 20-е годы XVI века. Наличие на картах Дьепа надписи «Жав-Ля-Гранд» (фр. Jave La Grande) часто воспринималось ими как доказательство «португальского открытия». Тем не менее, карты Дьепа отражают незавершённое состояние географических знаний той эпохи, как фактических, так и теоретических. Хотя теории визитов европейцев до XVII века продолжают привлекать много интереса в Австралии и других странах, они, как правило, считаются спорными и недостаточно доказуемыми.
Открытие Австралии произошло в 1606 году, когда Виллем Янсзон на корабле Дайфкен высадился на побережье Австралии, назвав его Новой Голландией и объявив владением Нидерландов (голландцами она никогда не осваивалась). В том же году испанская экспедиция Педро Фернандеса Кироса высадилась на Новых Гебридах и, полагая, что это — южный континент, назвала его Южная Земля Святого Духа (исп. Austrialis del Espiritu Santo). Позднее в этом же году заместитель Кироса Луис Ваэс де Торрес проплыл через Торресов пролив и, возможно, увидел северное побережье Австралии.

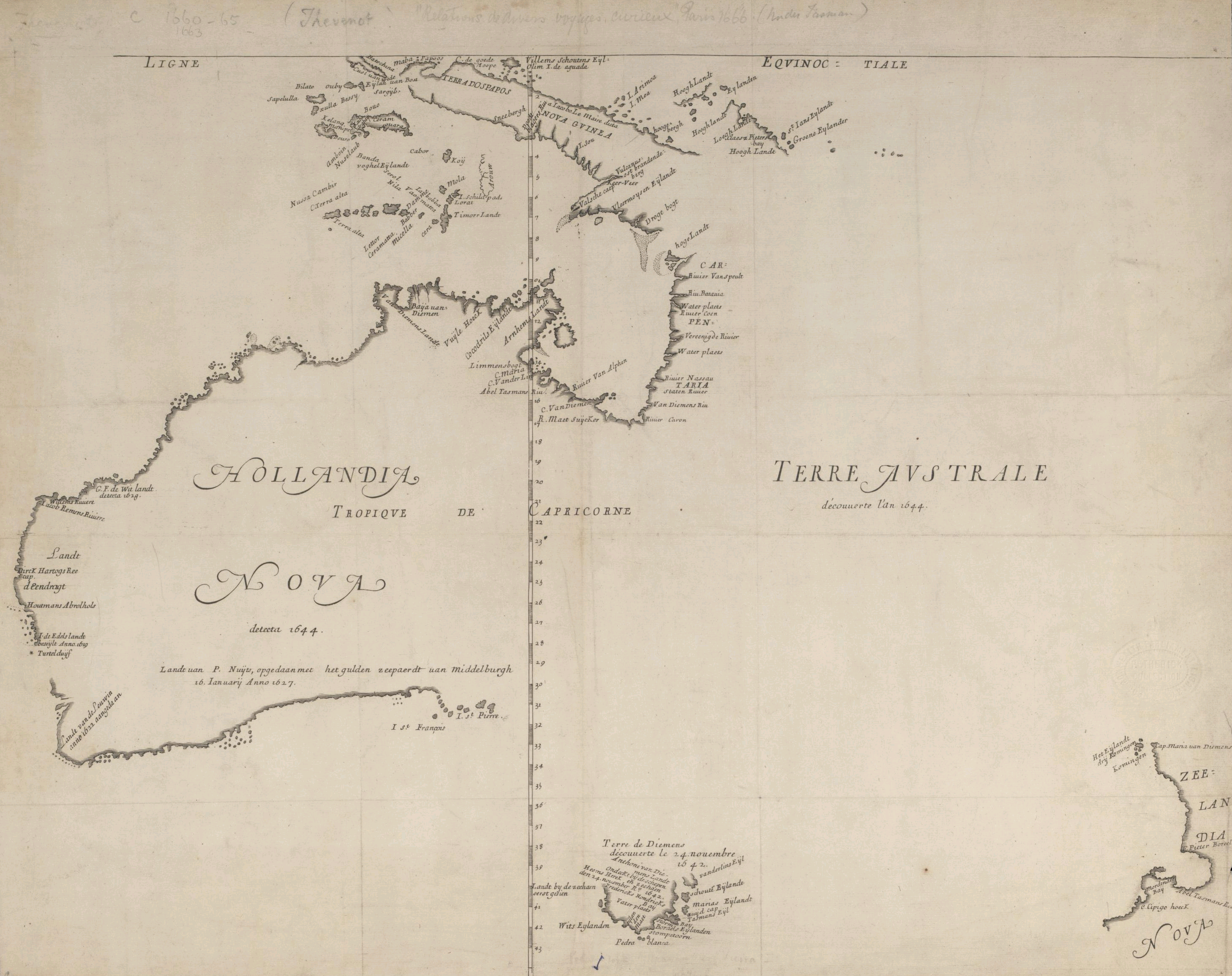
Карта Новой Голландии, датируемая 1644 годом.

В 1642 году голландец Абел Тасман совершил путешествие, в ходе которого открыл Землю Ван-Димена (позже названную Тасманией) и Новую Зеландию, чем совершил значительный вклад в исследование Австралии. Он проплыл мимо восточного побережья Австралии к южному побережью Новой Гвинеи в 1644 году, когда совершал своё второе путешествие. Он пропустил Торресов пролив между Новой Гвинеей и Австралией и продолжил плыть на запад вдоль австралийского побережья, и в конечном итоге, благодаря ему, на картах было отображено западное побережье Австралии.
К 50-м годам XVII века, благодаря голландским мореплавателям, очертания Австралии были достаточно отчётливо прорисованы на картах.
За исключением голландских исследований на западном побережье, Австралия оставалась неисследованной до первого плавания Джеймса Кука. Первоначально идею основать колонию для изгнанных осуждённых в Южном океане или Terra Australis предложил Джон Калландер. Он сказал:

Этот мир должен предоставить нам совершенно новые вещи, так как до сих пор у нас было настолько мало знаний о нём, как будто он находится на другой планете.
Оригинальный текст (англ.)This world must present us with many things entirely new, as hitherto we have had little more knowledge of it, than if it had lain in another planet

В 1769 году лейтенант Джеймс Кук, командовавший кораблём Индевор (англ. HMS Endeavour), путешествовал на Таити, чтобы увидеть прохождение Венеры по диску Солнца. Кук также исполнял секретные инструкции Адмиралтейства по поиску Южного континента:

Существует причина того, что можно представить, что континент или земля значительного размера могут быть найдены к югу от пути путешествий прежних мореплавателей.
Оригинальный текст (англ.)There is reason to imagine that a continent, or land of great extent, may be found to the southward of the track of former navigators.

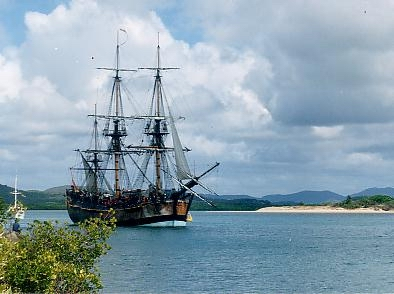
Джеймс Кук исследовал побережье Австралии на корабле Индевор. Копия этого корабля была построена в 1988 году к двухсотлетию открытия Австралии.

19 апреля 1770 года экипаж корабля Индевор увидел восточное побережье Австралии и десять дней спустя высадился в бухте Ботани. Кук исследовал восточное побережье, а потом, вместе с натуралистом судна Джозефом Бэнксом, сообщил о благоприятной ситуации для основания в заливе Ботани колонии.

### Британская колонизация (1788—1901)
Первая британская колония на континенте, Новый Южный Уэльс, была основана 26 января 1788 года, когда Артур Филлип привёл Первый флот в Порт-Джэксон. Этот день стал впоследствии национальным праздником — днём Австралии. Земля Ван-Димена (современная Тасмания) была заселена в 1803 году и получила статус отдельной колонии в 1825 году. Соединённое Королевство формально объявило западную часть Австралии своей в 1828 году, начав таким образом владеть всем континентом.
Со временем из частей Нового Южного Уэльса образовывались отдельные колонии: Южная Австралия в 1836 году, Виктория в 1851, а Квинсленд — в 1859 году. Северная территория была основана в 1911 году путём выделения части территорий Южной Австралии. Южная Австралия, Виктория и Западная Австралия основывались как так называемые «свободные колонии», то есть туда никогда не ввозили заключённых, однако в последние две колонии вскоре тоже начали ввозить заключённых. Нежелание жителей Нового Южного Уэльса принимать осуждённых привело к окончанию ввоза заключённых в эту колонию; последний корабль с осуждёнными прибыл в 1848 году (однако последний корабль с заключёнными прибыл в Австралию 10 января 1868 года, в штат Западная Австралия).

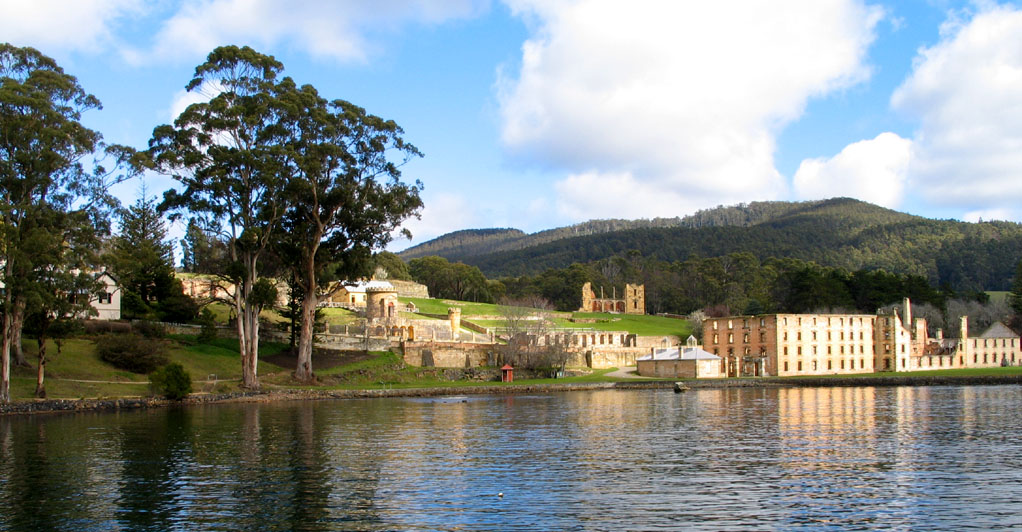
Порт-Артур (штат Тасмания) был крупнейшей тюрьмой для привезённых в Австралию осуждённых.

Численность коренного населения, которая составляла от 750 000 до 1 000 000 человек в начале заселения Австралии европейцами, резко снизилась за 150 лет после начала заселения, в основном из-за инфекционных заболеваний, принесённых белыми. Автор нескольких книг по защите прав и истории аборигенов Бейн Этвуд полагает, что программа «Украденные поколения» возможно способствовала снижению количества аборигенов Австралии. Такая интерпретация истории аборигенов оспаривается многими консерваторами, такими как бывший премьер-министр Австралии Джон Говард, и считается ими преувеличенной или сфабрикованной по политическим или идеологическим причинам. Дебаты вокруг «Украденных поколений» в Австралии получили название «Исторические войны». Федеральное правительство получило право принимать законы по отношению к аборигенам после референдума в 1967 году. Права аборигенов на землю не были признаны до 1992 года, когда Высокий суд в ходе дела Мабо против Квинсленда (2) отменил понимание Австралии как terra nullius («ничейная земля») до заселения европейцами.
В начале 50-х годов XIX века в Австралии произошла золотая лихорадка. Позже, в 1854 году произошло Эврикское восстание против сборов денег за лицензии на работу в горном промысле, бывшее одним из первых выражений гражданского неповиновения. Между 1855 и 1890 годами шесть колоний индивидуально получили ответственное правительство, управляющее большей частью дел колонии, при этом те оставались в составе Британской империи. Министерство по делам колоний Британской империи в Лондоне сохранило свой контроль над некоторыми вопросами, в частности иностранными делами, обороной и международным судоходством.

### Австралийский Союз (с 1901 года)

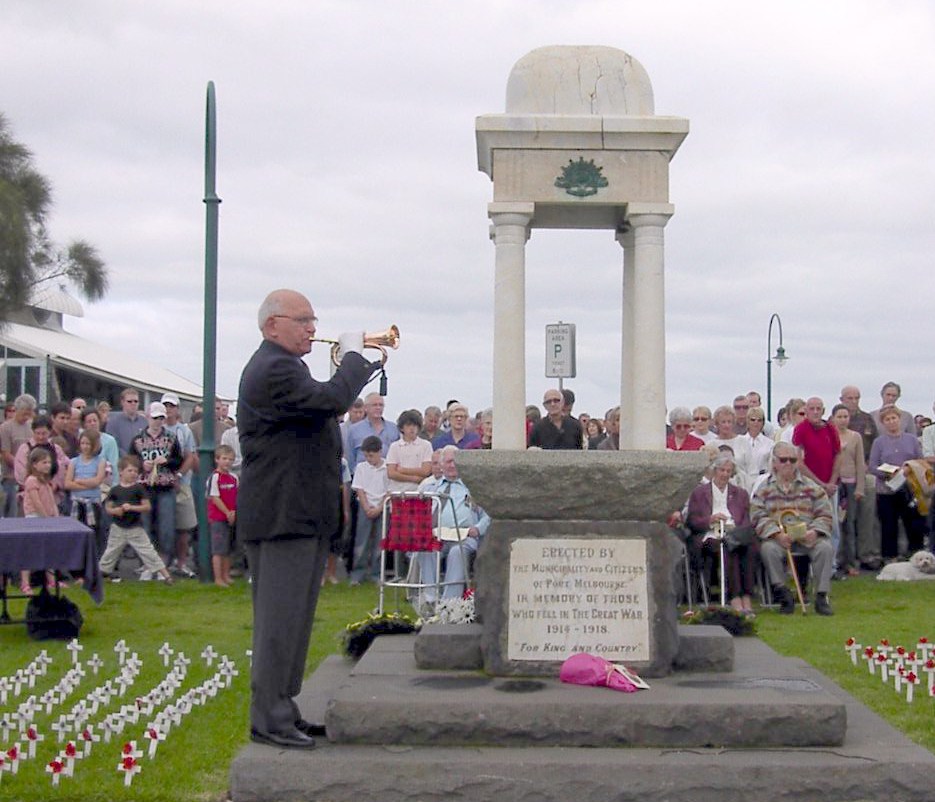
Последнее сообщение проигрывается на церемонии дня АНЗАКа в мельбурнском районе Порт-Мельбурн, штат Виктория. Подобные церемонии проводятся в большинстве пригородов и городов Австралии.

1 января 1901 года австралийские колонии договорились объединиться в федерацию — Австралийский Союз (также известный как Австралийское Содружество). Подготовка этого шага заняла около десяти лет переговоров, консультаций, а также голосований в колониальных парламентах. В 1907 году молодая нация получила статус доминиона Британской империи. В 1911 году из земель штата Новый Южный Уэльс была выделена территория для строительства будущей столицы — Канберры. Со дня основания федерации и до завершения первых правительственных построек в Канберре (1901—1927), столичные функции выполнял Мельбурн. В 1911 году из северных территорий штата Южная Австралия была образована Северная территория.
В 1914 году Австралия добровольно приняла участие в Первой мировой войне на стороне Антанты. Во время войны австралийцы приняли участие во многих крупных сражениях на Западном фронте. Из примерно 416 тысяч австралийцев, принявших участие в войне, около 60 тысяч были убиты, а 152 тысячи — ранены. Многие австралийцы считают поражение Австралийско-новозеландского армейского корпуса (АНЗАК) под Галиполи моментом рождения нации, её первым крупным военным действием. Аналогичным по влиянию событием считается битва за Кокоду в 1942 году.
В соответствии с Вестминстерским статутом единственной конституционной связью между Австралией и Великобританией остался общий глава государства — британский монарх. Австралия приняла его в 1942 году, но дата принятия была официально обозначена 1939 годом для того, чтобы подтвердить обоснованность законодательства, принятого парламентом Австралии во время Второй мировой войны.
В 1940—1945 годах Австралия принимала участие во Второй мировой войне на стороне антигитлеровской коалиции. Шок от поражения Британии в Азии в 1942 году и угроза японского вторжения стали причинами сближения Австралии и США. С 1951 года, по условиям договора АНЗЮС, Австралия становится формальным военным союзником США. Впоследствии австралийские войска на стороне США приняли участие в войне в Корее и Вьетнаме. В 1975 году австралийская колония Папуа ― Новая Гвинея получила независимость от Австралии.
После Второй мировой войны в Австралии начала поощряться иммиграция из Европы. С 1970-х годов, после отмены политики «Белая Австралия», повысился уровень иммиграции из Азии. В результате изменились демографические данные Австралии, культура и самооценка австралийцев (оценка нации в целом). В 1986 году был принят Акт Австралии, по которому было отменено верховенство британского парламента над парламентами отдельных австралийских штатов и верховенство британского суда.
Во время конституционного референдума 1999 года 55 % австралийцев отклонило проект по преобразованию Австралии в республику. Со времени избрания Гофа Уитлэма в 1972 до начала 2000-х годов австралийская внешняя политика стала развивать связи с другими странами Тихоокеанского региона, сохраняя при этом тесные связи с традиционными союзниками и торговыми партнёрами Австралии.
После нью-йоркских терактов, произошедших 11 сентября 2001 года, Австралия присоединилась к Соединённым Штатам в войне в Афганистане (2001—2021) и в войне в Ираке (2003—2009). В начале XXI века торговые отношения страны стали всё больше ориентироваться на регион Восточной Азии, в том числе на Китай, который стал крупнейшим партнёром Австралийского Союза по товарообороту.
В период пандемии COVID-19 в крупнейших городах Австралии были введены продолжительные локдауны, а также ограничено сообщение с другими странами с целью замедлить распространение вируса SARS-CoV-2.

## Население

Возрастно-половая пирамида населения Австралии на 2023 год

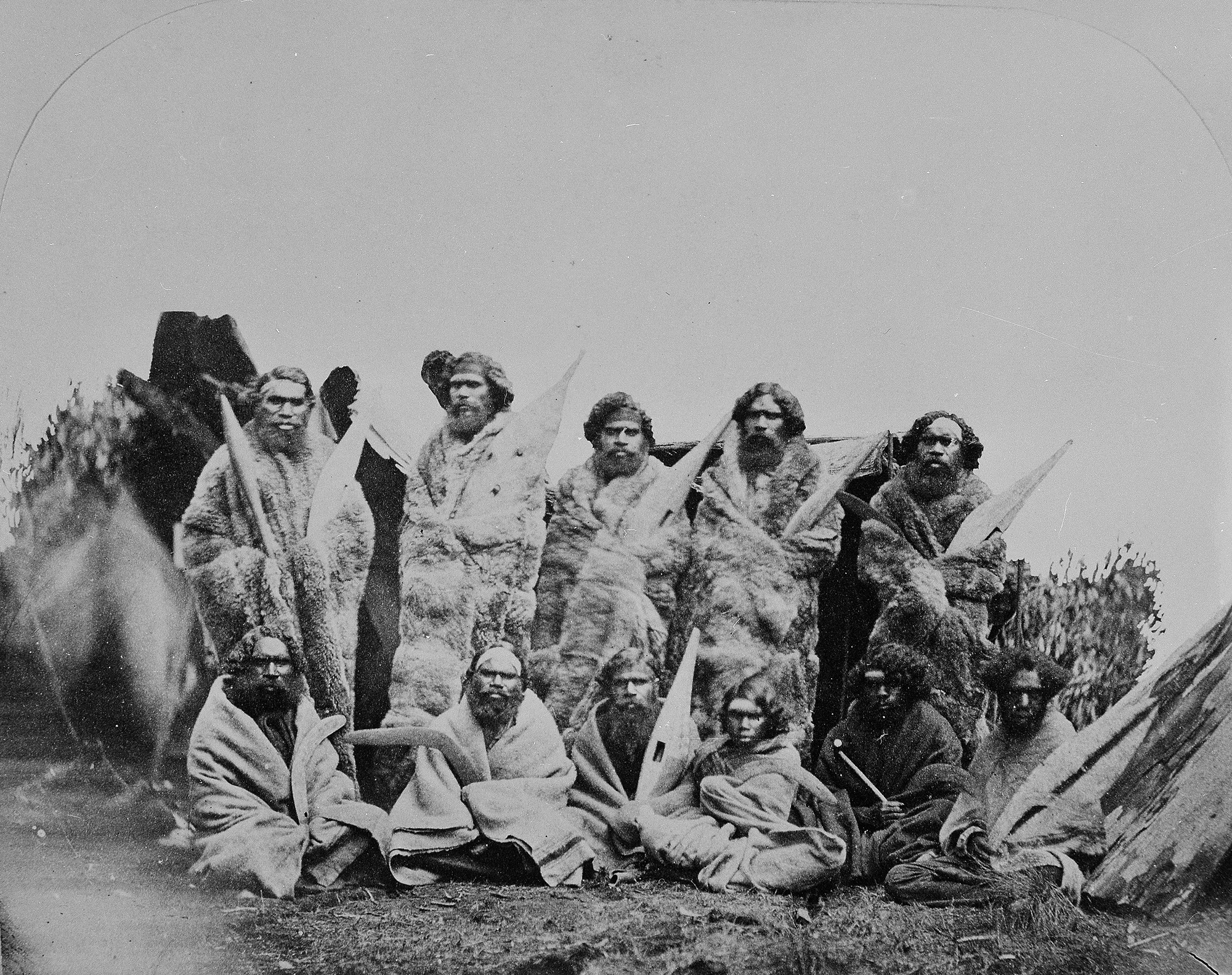
Австралийские аборигены

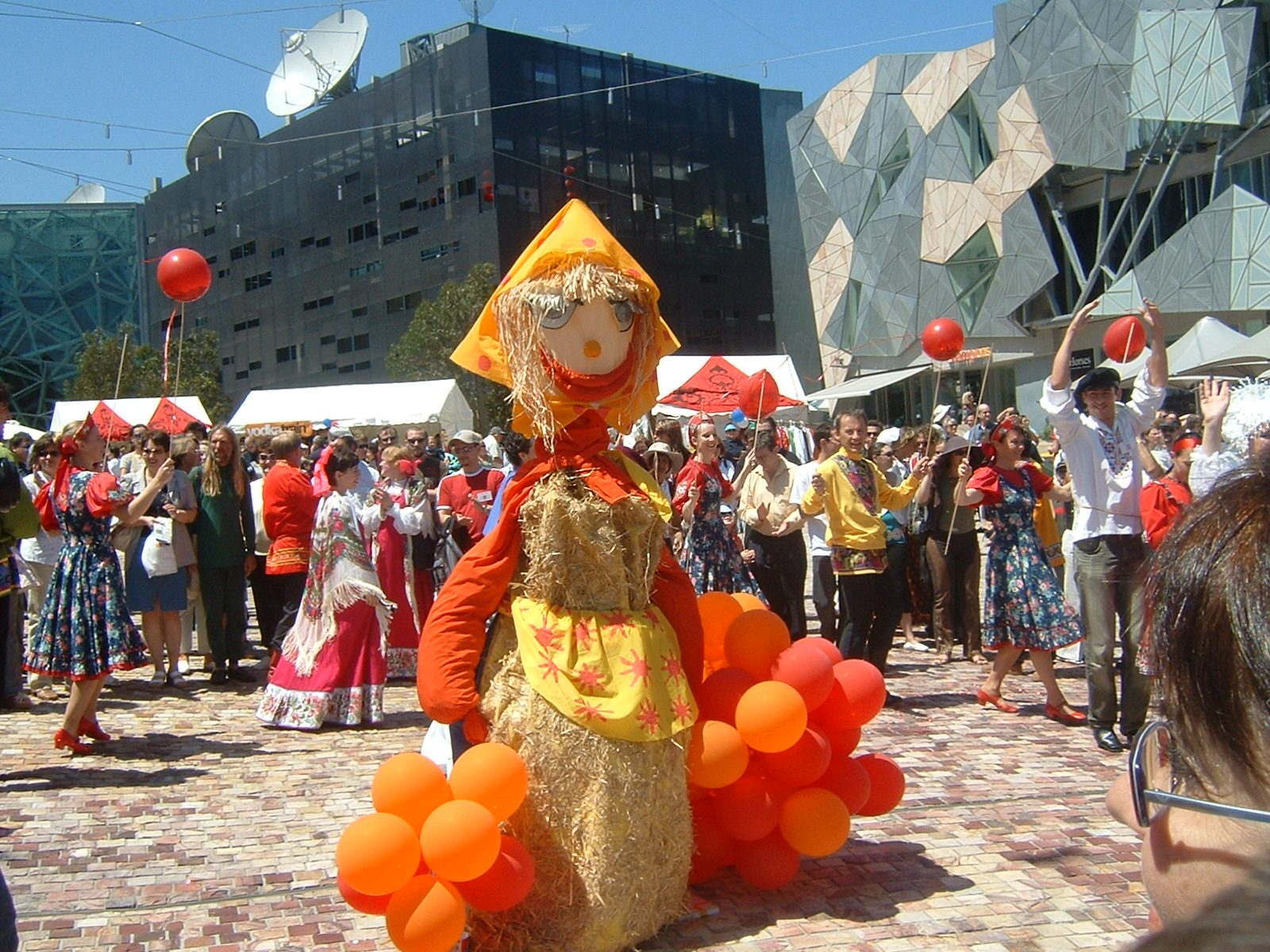
Празднование восточнославянской Масленицы на Площади Федерации в Мельбурне. 5 марта 2006 года

Население Австралии согласно последней переписи 2021 года составляло 25 422 788 человек.
До конца XVIII века население Австралии составляли пришедшие 40—50 тыс. лет назад австралийские аборигены, островитяне Торресова пролива и аборигены Тасмании (между этими тремя группами существуют культурные и даже внешние различия).
Большинство населения Австралии — потомки иммигрантов XIX и XX веков, при этом большинство этих иммигрантов прибыли из Великобритании и Ирландии. Заселение Австралии выходцами с Британских островов началось в 1788 году, когда на восточном берегу Австралии была высажена первая партия ссыльных и основано первое английское поселение Порт-Джэксон (будущий Сидней). Добровольная иммиграция из Англии приняла значительные размеры лишь в 1820-е, когда в Австралии стало быстро развиваться овцеводство. После открытия в Австралии золота сюда из Англии и отчасти из других стран прибыла масса иммигрантов. За 10 лет (1851—61 годы) население Австралии увеличилось почти втрое, превысив 1 млн человек.
В период с 1838 по 1900 год в Австралию прибыло свыше 18 тыс. немцев, расселившихся в основном на юге страны; к 1890 году немцы представляли собой вторую по численности этническую группу континента. Среди них были подвергавшиеся преследованиям лютеране, экономические и политические беженцы — например, те, кто покинул Германию после революционных событий 1848 года.
В 1901 году австралийские колонии объединились в федерацию. Консолидация австралийской нации ускорилась в первые десятилетия XX века, когда окончательно окрепла общенациональная экономика Австралии.
За период после Второй мировой войны население Австралии увеличилось более чем в 2 раза (после Первой мировой войны — в 4 раза) благодаря осуществлению амбициозной программы стимулирования иммиграции. В 2001 году 27,4 % населения Австралии составляли люди, родившиеся за рубежом. Крупнейшими группами среди них являлись британцы и ирландцы, новозеландцы, итальянцы, греки, нидерландцы, немцы, югославы, вьетнамцы и китайцы.
Самый крупный город Австралии — Сидней, столица самого населённого штата Новый Южный Уэльс.
Австралийская столичная территория является самым густонаселённым субъектом в составе Австралийского Союза — плотность населения составляет 151,49 чел./км².
Если покинуть побережье и проследовать вглубь материка около 200 километров, начнутся малонаселённые районы континента. Буйные влажные леса и богатые сельскохозяйственные угодья сменяются жаркой, сухой, открытой местностью, где можно встретить только кустарниковые заросли и злаки. Тем не менее в этих местностях тоже есть жизнь: на сотни километров простираются обширные овечьи и коровьи пастбища, известные как станции. Дальше, в глубине материка, начинаются пустыни.

### Религия
Австралия является многоконфессиональной страной и не имеет официальной религии. Христианство является преобладающей верой Австралии.

### Языки

Карта показывает, сколько процентов от населения Австралии говорит на австралийских языках в тех или иных областях страны

В Австралии существует собственный диалект английского языка, неофициально называемый «страйн» (англ. strine, от австралийского произношения слова «Australian»). Отдельно выделяется английский язык австралийских аборигенов.
Письменный австралийский английский в основном следует правилам британского английского (например, в конце слов используются -our (colour), -re (centre), -ise (modernise), и т. п.)
До сих пор, пусть и очень ограниченно используются многие из языков коренных жителей Австралии, которые делятся на большое количество языковых семей и изолятов. Почти все они в настоящее время находятся под угрозой исчезновения.

## Административно-территориальное деление
Австралия состоит из шести штатов, двух материковых территорий и других более мелких территорий. Штатами являются Виктория (VIC), Западная Австралия (WA), Квинсленд (QLD), Новый Южный Уэльс (NSW), Тасмания (TAS) и Южная Австралия (SA). Двумя главными материковыми территориями являются Северная территория (NT), и Территория федеральной столицы (ACT). Статус территорий во многом аналогичен статусу штатов, за исключением того, что федеральный парламент может отменить любое решение парламента территории, в то время как по отношению к штатам федеральное законодательство имеет верховенство над законодательством штатов только в тех случаях, которые указаны в параграфе 51 Конституции. Все остальные вопросы остаются в ведении штата, например, здравоохранение, образование, правопорядок, общественный транспорт, дороги, судоустройство и местное самоуправление.
Каждый штат и материковая территория имеет свой законодательный орган: однопалатный в Северной территории, Территории федеральной столицы и Квинсленде и двухпалатный в остальных штатах. Нижняя палата носит название Законодательная ассамблея (в Южной Австралии и Тасмании — Законодательное собрание), а верхняя — Законодательный совет. Главами правительств штатов являются премьеры, а территорий — главные министры. Кроме генерал-губернатора Союза, монархия также представлена в отдельных штатах губернаторами, а в Северной территории и Территории федеральной столицы — администраторами, которые выполняют функции, аналогичные губернаторским.
Австралия владеет несколькими территориями. Федеральное правительство контролирует территорию Джервис-Бей, расположенную в Новом Южном Уэльсе (она является военной базой и морским портом национальной столицы). Одновременно под контролем Австралии находятся несколько обитаемых внешних территорий: остров Норфолк, остров Рождества, Кокосовые острова; и несколько необитаемых территорий: острова Ашмор и Картье, территория островов Кораллового моря, остров Херд и острова Макдональд и Австралийская антарктическая территория (треть Антарктиды). Суверенитет Австралии над территорией Антарктиды не признаётся многими государствами, в том числе Россией.
| №     | Название                           | Тип адм. ед. | Столица  | Население, чел. (2021) | Площадь, км² |
| ----- | ---------------------------------- | ------------ | -------- | ---------------------- | ------------ |
| 1     | Австралийская столичная территория | территория   | Канберра | 454 499                | 2358         |
| 2     | Виктория                           | штат         | Мельбурн | 6 503 491              | 227 444      |
| 3     | Западная Австралия                 | штат         | Перт     | 2 660 026              | 2 527 013    |
| 4     | Квинсленд                          | штат         | Брисбен  | 5 156 138              | 1 729 742    |
| 5     | Новый Южный Уэльс                  | штат         | Сидней   | 8 072 163              | 801 150      |
| 6     | Северная территория                | территория   | Дарвин   | 232 605                | 1 347 791    |
| 7     | Тасмания                           | штат         | Хобарт   | 557 571                | 68 401       |
| 8     | Южная Австралия                    | штат         | Аделаида | 1 781 516              | 984 321      |
| Всего | Всего                              | Всего        | Всего    | 25 422 788             | 7 688 220    |

## Государственно-политическое устройство

### Основы государственно-правовой системы
Австралия является федеративной конституционной монархией парламентского типа. Главой государства является Король Австралии — Карл III. Австралия — королевство Содружества (англ. Commonwealth realm), в котором сторонники республиканской формы правления имеют наиболее сильные позиции. Основным законом государства является конституция, одобренная королевой Викторией в 1900 году. Конституционной силой обладают также другие законодательные акты, например, «Акт о принятии Вестминстерского статута» и «Акт Австралии».
В Австралии часто поднимается вопрос о республиканской форме правления. В феврале 1998 года в Канберре прошёл Конституционный конвент, где большинство делегатов проголосовало за преобразование Австралии в республику. В 1999 году по итогам конвента был проведён референдум о введении республиканской формы правления. За республику проголосовало 45,13 % участников. Согласно данным социологического опроса, проведённого в конце 2005 года, 46 % австралийцев желают, чтобы Австралия стала республикой. Лишь 34 % считают, что главой страны должен быть британский монарх, при этом 52 % не желают, чтобы следующим королём стал Принц Уэльский Чарльз, которого желают видеть будущим главой страны лишь 29 % граждан Австралии. Многие наблюдатели считали, что королева Елизавета II станет последним британским монархом, возглавлявшим Австралийский Союз. В марте 2007 года премьер-министр Австралии Джон Говард выразил сомнение, что Австралия станет республикой, пока у власти будет находиться царствовавшая на тот момент королева Елизавета II.

### Исполнительная власть
Руководителем исполнительной ветви власти в Австралии является премьер-министр, в настоящее время — Энтони Албаниз.
Формальным главой государства, королём Австралийского Союза, является Карл III. Король утверждает генерал-губернатора, который имеет полномочия вмешиваться в случае конституционного кризиса, а в обычное время играет исключительно представительскую роль. Генерал-губернатор также является главнокомандующим Вооружёнными силами Австралии, представляя в этой должности короля. В соответствии с конституцией Австралии и принципом Короны, несмотря на то, что Карл III является в одном лице королём Австралии и Великобритании, его власть и политическое влияние осуществляется совершенно по-разному на территории двух стран.
Премьер-министр избирается по поручению генерал-губернатора. Премьер-министром всегда становится только лидер партии или коалиции с поддержкой большинства в Палате представителей. Единственным случаем, когда сенатор становился премьер-министром, было избрание премьер-министром Джона Гортона, который впоследствии оставил свой пост в Сенате и стал членом Палаты представителей (также было время, когда сенатор Джордж Пирс был исполняющим обязанности премьер-министра в течение семи месяцев 1916 года, в то время как Уильям Хьюз был за рубежом).
Кабинет министров Австралии назначается генерал-губернатором по рекомендациям премьер-министра Австралии. Министры, непосредственно входящие в кабинет, называются старшими министрами (англ. Senior Cabinet minister). В заседаниях кабинета принимают участие только старшие министры, хотя и другие министры могут присутствовать, если на повестке дня стоит область их деятельности. Встречи кабинета проходят под председательством премьер-министра.

### Законодательная власть

Состав Палаты представителей по итогам выборов 2022 года

Состав Сената по итогам выборов 2022 года

Австралия имеет двухпалатный федеральный парламент, состоящий из Сената (верхней палаты) из 76 сенаторов и Палаты представителей (нижней палаты) из 150 депутатов. В парламент также входит король Великобритании (представленный генерал-губернатором). Австралийский Парламент является шестой по возрасту непрерывной демократией в мире.
Депутаты нижней палаты избираются по одномандатным округам. Депутаты избираются на 3 года по мажоритарной избирательной системе абсолютного большинства с предпочтительным (преференциальным) голосованием. Ни один штат не может быть представлен менее чем 5 депутатами.
В Сенате каждый из 6 штатов представлен 12 сенаторами, а каждая территория — двумя. Выборы в Сенат проходят по партийным спискам. Сенаторы избираются на 6 лет. Каждые три года переизбирается половина Сената.
Правительство формируется из депутатов нижней палаты, причём лидер партии (или коалиции партий) большинства автоматически становится премьер-министром.
| Партия     | Партия                                     | Палата | Сенат |
| ---------- | ------------------------------------------ | ------ | ----- |
|            | Лейбористская партия                       | 77     | 26    |
|            | Либеральная партия                         | 27     | 23    |
|            | Либеральная национальная партия Квинсленда | 21     | 5     |
|            | Национальная партия                        | 10     | 3     |
|            | Аграрная либеральная партия                | —      | 1     |
|            | Независимые депутаты                       | 10     | 1     |
|            | Зелёные                                    | 4      | 12    |
|            | Демократическая лейбористская партия       | —      | 1     |
|            | Одна нация                                 | —      | 2     |
|            | Объединённая партия Австралии              | —      | 1     |
| Всего мест | Всего мест                                 | 151    | 76    |

Неявка граждан Австралии на выборы по неуважительной причине, как и неучастие в переписи населения наказываются штрафами (20 австралийских долл. и 110 австралийских долл. соответственно).
На федеральном и региональном уровне выборами управляет Австралийская избирательная комиссия.

### Государственная символика

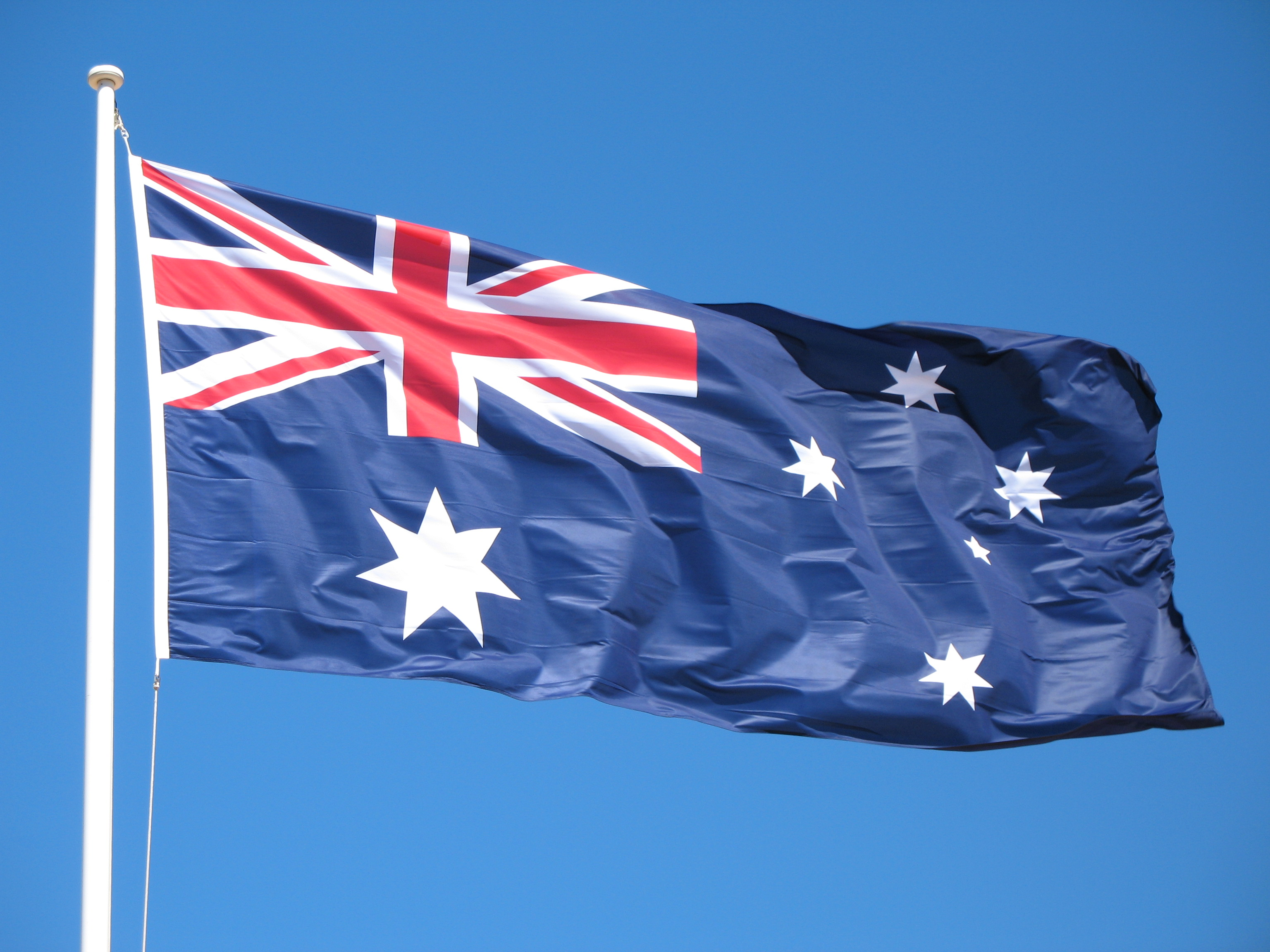
Флаг Австралии

Флаг Австралии представляет собой прямоугольное полотнище синего цвета, на котором изображены три элемента: флаг Великобритании (известный также как «Юнион Джек»), звезда Содружества (или звезда Федерации, она же Хадар) и созвездие Южного Креста.
Согласно Закону «О флаге» изображение флага Великобритании должно находиться в верхней левой четверти флага; изображение большой белой звезды, символизирующей 6 штатов Австралии и остальные территории, — в центре левой нижней четверти, указывая на центр флага Святого Георгия в составе флага Великобритании, а пять белых звёзд, символизирующих созвездие Южного Креста, должны находиться в правой половине полотнища.
Полное описание современного дизайна флага было опубликовано в «Правительственном бюллетене Содружества» (англ. Commonwealth Gazette) в 1934 году.
Герб Австралии представляет собой щит, на котором слева направо представлены гербы штатов: Новый Южный Уэльс, Виктория и Квинсленд. В нижней части щита, слева направо: Южная Австралия, Западная Австралия и Тасмания. Над щитом расположена семигранная «Звезда Содружества» или Звезда Федерации над голубым и золотым венками. Шесть лучей звезды представляют собой 6 штатов, а седьмой — совокупность территорий и саму Австралию. Щит придерживают кенгуру и эму. Первоначальный вариант герба был дарован Эдуардом VII в 1907 году.
Национальный гимн Австралии — «Развивайся, прекрасная Австралия» (англ. Advance Australia Fair). Сочинён Питером Маккормиком в 1878 году. Этим гимном, по рекомендации правительства Роберта Хоука и с позволения генерал-губернатора Ниниана Стефана, в 1984 году был заменён британский «God Save The Queen».

### Политические партии
Основные партии Австралии — Лейбористская (англ. Australian Labor Party; создана в 1891 году), Либеральная (англ. Liberal Party of Australia; 1944 год) и Национальная (англ. National Party of Australia; 1916 год).
Коалиция Либеральной и Национальной партий находилась у власти с 1996 по 2007 год, а с 2004 года контролировала и Сенат. На парламентских выборах 2007 года, однако, большинство в нижней палате получили лейбористы, которые в тот период имели большинство во всех штатах и территориях государства.
На выборах 2013 коалиция либералов, Национальной партии, Либеральной национальной партии Квинсленда и Аграрной либеральной партии одержала победу и сформировала правительство во главе с лидером Либеральной партии Тони Эбботтом.
Для того чтобы зарегистрироваться в качестве политической партии, нужно иметь устав с изложением её основ и, по крайней мере, одного члена парламента или 500 членов в списках избирателей.
В октябре 2023 года подведены итоги референдума, на котором решался вопрос об официальном упоминании коренных народов материка в Конституции Австралии и создании консультативного совета в парламенте страны. Подавляющим большинством (36 штатов из 44) аборигенам было отказано в этом, инициированном в 2017 году, вопросе.

## Внешняя политика
В последние десятилетия международные отношения Австралии основывались на тесных отношениях с США и Новой Зеландией через организацию АНЗЮС (Australia, New Zealand, United States Security Treaty), с Юго-Восточной Азией через АСЕАН, и Океанией в рамках Форума тихоокеанских островов. Основные усилия государства направлены на либерализацию внешней торговли. Австралия оказывает помощь многим развивающимся странам.
Правительство Джона Говарда, находившееся у власти с 1996 по 2007 год, проводило внешнюю политику, направленную на приоритетное развитие отношений с традиционными союзниками Австралии — США и Великобританией — в ущерб поддержке международных многосторонних усилий в рамках ООН. Правительство выступало за поддержание добрососедских отношений с региональными державами — такими как Китай, Япония и Индонезия, хотя иногда здесь возникают проблемы — например, ситуация вокруг Восточного Тимора. Австралия увеличивает своё участие в решении внутренних проблем своих соседей — Папуа — Новой Гвинеи, Соломоновых Островов, Фиджи и Науру.
В середине января 2006 года закончились длившиеся более полутора лет переговоры между Австралией и Восточным Тимором по вопросу газовых и нефтяных месторождений в Тиморском море. Стороны подписали соглашение, в результате которого прибыль от добычи газа будет делиться по схеме 50/50. В разработке месторождения основная доля принадлежит австралийской компании «Woodside Petroleum», также участвуют «ConocoPhilips» и «Royal Dutch/Shell». Демаркация границы между государствами не проведена, и стороны также договорились отложить на 50 лет договор о границе, чтобы начать эксплуатацию совместного месторождения, расположенного на спорном участке.
В начале XXI века военные контингенты австралийской армии принимали участие в войне в Афганистане и Ираке. С середины 2010-х в рамках американо―китайского противостояния в тихоокеанском регионе усилились разногласия между Китаем и Австралией, как союзника США. В 2018 году Китай ввёл ограничения на поставки угля и другой продукции из Австралии, а в 2021 году руководство КНР свернуло экономическое сотрудничество с Австралией в рамках программы «Стратегического экономического диалога».
В 2022 году Австралия в рамках поддержки Украины в конфликте с Россией, направила Украине значительное количество военной техники, включая бронетранспортёры Bushmaster.

## Экономика

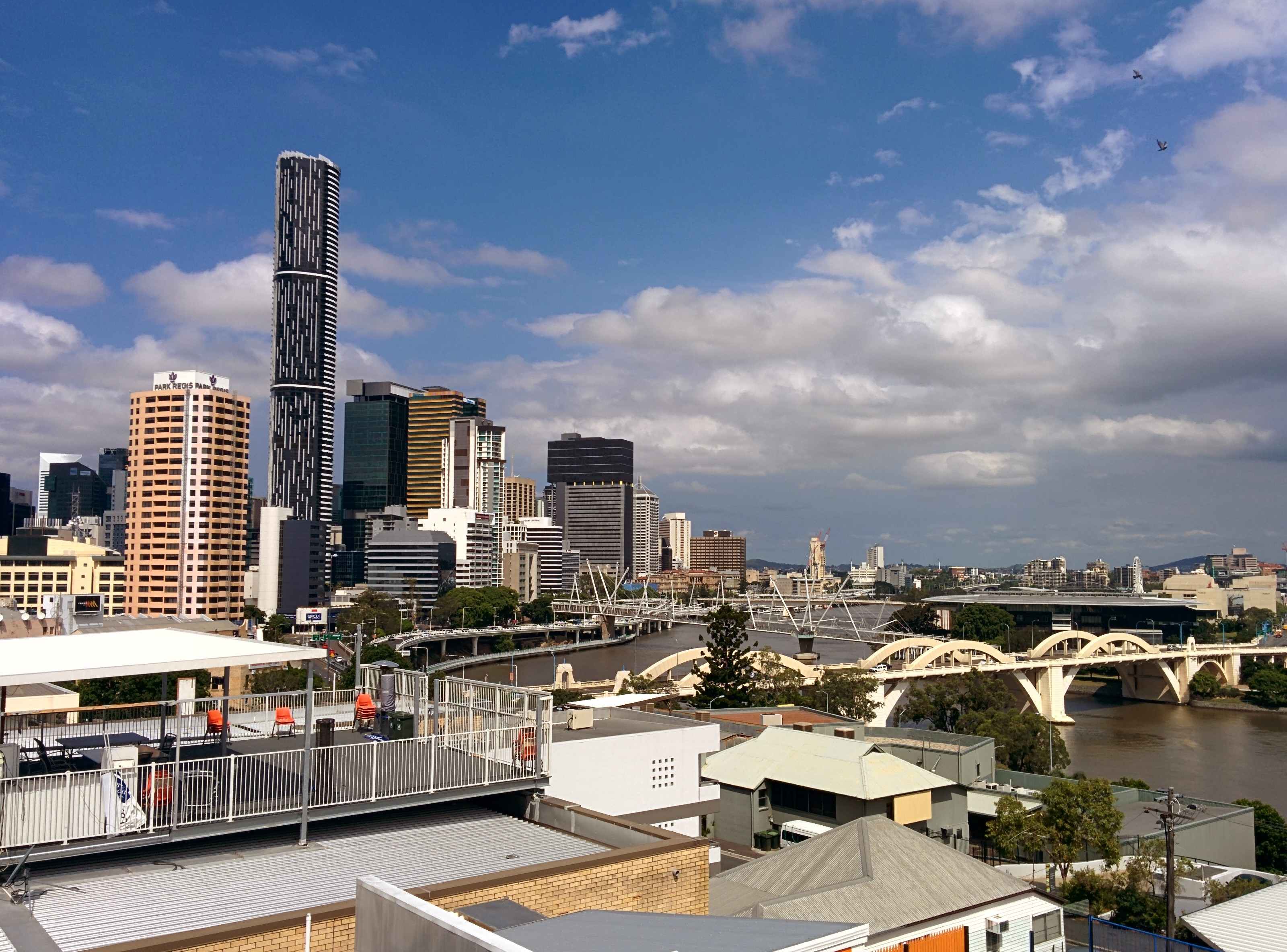
Брисбен — самая быстрорастущая столица штата. С 1998 по 2003 население Брисбена увеличивалось на 2 % ежегодно.

Австралия — высокоразвитое постиндустриальное государство. Одна из немногих капиталистических стран, наиболее полно воплотивших принцип laissez-faire в управлении экономикой, согласно Индексу экономической свободы. Валовой внутренний продукт Австралии на душу населения несколько выше, чем в Великобритании, Германии и Франции по паритету покупательной способности. Страна была признана второй из 170 (2009 год) по индексу человеческого развития и шестой по качеству жизни по методике журнала «Экономист» (2005). В 2011 году рекордное число австралийских городов вошло в десятку наиболее комфортных для проживания городов мира этого же журнала, где Мельбурн занял первое, Сидней — шестое, Перт — восьмое, Аделаида — девятое места.
Значительный перевес добывающего сектора экономики над промышленным производством привёл к существенному росту австралийской экономики в начале столетия благодаря высоким ценам на ресурсы. Отрицательный платёжный баланс Австралии превышает 7 % ВВП, а значительный дефицит текущих статей платёжного баланса наблюдался на протяжении последних 50 лет. На протяжении последних 15 лет австралийская экономика росла в среднем на 3,7 % в год, в то время как среднемировой экономический рост составлял 2,5 % в этот же период.
Австралийский доллар является денежной единицей Австралийского Союза, а также острова Рождества, Кокосовых островов и острова Норфолк. Кроме того, эта валюта имеет хождение в независимых государствах Океании — Кирибати, Науру и Тувалу. Австралийская фондовая биржа — крупнейшая площадка страны по торговле акциями и деривативами.
В 1983 году правительство страны превратило австралийский доллар в свободно конвертируемую валюту и частично ослабило регулирование экономической системы. За этим последовал ряд реформ, приведших к частичной дерегуляции рынка труда и дальнейшей приватизации государственных предприятий, прежде всего в сфере телекоммуникаций. Система косвенных налогов претерпела значительные изменения в июле 2000 года с введением специального австралийского налога на добавленную стоимость, что несколько снизило зависимость от подоходных налогов компаний и частных лиц, характеризовавшую налоговую систему Австралии до этих изменений.
В январе 2007 года общее число людей, занятых во всех сферах экономики Австралии, составило 10 033 480, уровень безработицы достигал 4,6 %. На протяжении последнего десятилетия инфляция не превышала 2—3 %, а базовые процентные ставки колебались в пределах 5—6 %. В начале 2008 года уровень безработицы понизился до 3,9 %, однако вновь достиг 4,4 % в декабре этого же года. Сектор услуг, включающий туризм, образование и банки, составляет 69 % ВВП. Хотя сельское хозяйство и добыча природных ресурсов составляют всего 3 % и 5 % ВВП соответственно, но при этом формируют заметную долю экспорта. По данным Всемирного банка, в 2012 году Австралия занимала третье место в мире после США и Франции по экспорту пшеницы (17,6 млн тонн стоимостью 5,7 млрд долларов). Во второй половине XX века экономика страны переориентируется на Японию и другие восточно-азиатские страны, которые становятся главными внешнеторговыми партнёрами Австралии. Главные покупатели австралийской продукции — Япония, Китай, США, Южная Корея и Новая Зеландия. В настоящее время Австралия ведёт активную работу по установлению режима свободной торговли с Китаем — вторым после Японии внешнеторговым партнёром страны.
По версии журнала Newsweek, страна занимает 4-е место в списке «Лучшие страны мира». Этот сводный показатель состоит из следующих рейтингов: образование — 13-е место, здоровье — 3-е место, качество жизни — 6-е место, динамизм экономики[неизвестный термин] — 6-е место, политическая обстановка — 9-е место.
По данным Всемирного экономического форума (World Economic Forum), в рейтинге мировой конкурентоспособности (Список самых конкурентоспособных стран мира) за 2010—2011 года Австралия занимает 16-е место.
По производству электроэнергии на душу населения занимает одно из первых мест в мире.

### Трудовые ресурсы
В Австралии проживает около 25 миллионов человек. Доля иностранных рабочих в стране составляет 25 %. В некоторых регионах Австралии есть нехватка рабочих кадров. В первую очередь это связано с небольшим населением при большой площади этих районов (плотность Н = 3 чел/км²) и тем, что большинство населения проживает на восточном побережье Австралии. Очень много выходцев из Китая, Вьетнама, Кореи работают в западной части страны. Их численность быстро растёт.

### Сельское хозяйство

Сельскохозяйственная карта Австралии
Рыболовство
Крупный рогатый скот
Лесное хозяйство
Садовое хозяйство
Пастбища
Овощеводство
Необрабатываемая земля
Животноводство
Аквакультура

Сельское хозяйство — одна из основных отраслей экономики Австралии. Доля сельского хозяйства в ВВП Австралии — 3 %, объём валовой добавленной стоимости в сельском хозяйстве и скотоводстве — более 155 млрд австралийских долл. 61 % площади страны покрывают 135 996 фермерских и скотоводческих хозяйств, сочетая орошаемые земли с богарными полями.
В Австралии существуют три основные сельскохозяйственные зоны:
- зона высоких осадков, в которую входит остров Тасмания и узкая прибрежная зона восточного побережья (используется в основном для молочного и мясного производства);
- зона полей используется для посева озимой пшеницы и выпаса овец, используемых для получения шерсти и мяса;
- пастбищные зоны характеризуются малым количеством осадков и менее плодородной почвой, используется для выпаса крупного рогатого скота[177].

В Австралии высок процент первичного производства как для экспорта, так и для внутреннего потребления. Зерновые, масличные и бобовые культуры выращиваются в больших масштабах как для потребления человеком, так и в качестве корма для скота. Доля площадей для выращивания пшеницы является одной из наибольших в мире по площади. Также важной для австралийской экономики культурой является сахарный тростник.
Австралия производит большое количество фруктов, орехов и овощей. Основу продукции составляют апельсины, яблоки, бананы, каштаны, картофель, морковь и томаты. Штат Квинсленд и Северная территория являются поставщиками манго и ананасов.
Австралия — одна из немногих стран, которая занимается выращиванием опиумного мака для фармацевтических целей. Производство на острове Тасмания находится под строжайшим контролем государства.
Общий доход от экспорта мяса составляет около 996,5 млн австралийских долл. Доход от экспорта крупного рогатого скота составляет около 662 млн австралийских долл., от экспорта баранины — 323 млн австралийских долл. Крупнейшим потребителем австралийского мяса является Индонезия.
Одним из важнейших продуктов австралийского сельского хозяйства является шерсть. Австралийская шерстяная промышленность признана во всём мире благодаря производству самого высококачественного мутона. Начиная с 2001 года австралийское производство шерсти составляет 9 % мирового производства. При этом Австралия доминирует в секторе тонкой шерсти, производя 50 % мутона в мире. Хотя овец выращивают по всей Австралии, 36 % поголовья находится в Новом Южном Уэльсе.
Из-за большой площади пустынь в Австралии, а также нерегулярного выпадения осадков, для сельского хозяйства необходимо искусственное орошение. Помимо искусственного орошения, основные проблемы, стоящие перед сельским хозяйством в Австралии — засуха, низкое плодородие почв, сорняки, глобальное потепление, вызванное изменением климата, биобезопасность (биологические угрозы, исходящие от импортных продуктов и животноводства), тарифы на австралийский экспорт в странах-импортёрах (в частности, в Европе и Японии), колебания курсов валют и нестабильность цен.
Для защиты сельскохозяйственных угодий в юго-восточной части Австралии был построен Собачий забор длинной свыше 5000 км, получивший неофициальное название «Великая Австралийская стена». В западной части Австралии был построен Забор от кроликов длиной свыше 3000 км.

### Промышленность
Развиты химическая, электротехническая, металлургическая отрасли промышленности, автомобилестроение.
Горнодобывающая промышленность Австралии
Важную роль в экономике Австралии играет горнодобывающая промышленность. По состоянию на 2019 год Австралия занимает первое место в мире по добыче железной руды и бокситов, второе место по добыче золота, марганца и свинца, третье место по добыче цинка, кобальта и урана. Австралия также является одним из крупнейших экспортёров угля.

## Транспорт
Транспорт является важнейшей частью инфраструктуры австралийской экономики, так как страна обладает огромной территорией и низкой плотностью населения. Важную роль играет железнодорожный транспорт, автомобильные перевозки.

## Социальная инфраструктура

### Образование

#### Школьное образование
Система школьного образования Австралии построена на основе английской. В Австралии преобладают государственные школы и 70 % школьников учатся в них, остальные — в частных (в Австралии действует порядка 950 частных школ). Некоторые из таких школ принадлежат церкви. Среди частных учебных заведений встречаются школы-пансионы, принимающие детей из-за рубежа начиная с 6-го класса. Чтобы поступить в самые престижные школы, ребёнку нужно хорошо владеть английским и сдать вступительные экзамены.
Кроме того, существуют классы и отдельные школы для детей с выдающимися способностями (selective). Для поступления в них нужно сдать вступительный экзамен.
Австралийцы начинают ходить в школу с 5 лет. Среднее образование в Австралии занимает 13 лет — первый год в подготовительном классе (kindergarten в Новом Южном Уэльсе и Столичной территории или preschool в остальных штатах) и 12 лет, собственно, в школе. После 10 класса школьники делают свой выбор и могут оставить школу.

#### Высшее образование
Вступительных экзаменов в австралийских университетах не существует. Получение места в университете после окончания школы полностью зависит от результата выпускных школьных экзаменов, отражённых в свидетельстве об окончании школы. Название получаемого при выпуске сертификата зависит штата и территории, однако, независимо от названия, все они имеют одинаковый «вес» для австралийских университетов.

### Здравоохранение
ВИЧ/СПИД:
Среди взрослого населения: 0,2 % (на 2007).
Людей, живущих с ВИЧ/СПИД: 18 000 (на 2007).
Смертей: не более 200 (на 2003).

#### Продолжительность жизни
Средняя продолжительность жизни в Австралии занимает четвёртое место в мире среди мужчин и третье место среди женщин. Ожидаемая продолжительность жизни в Австралии в 2014—2016 годах составляла 80,4 года для мужчин и 84,6 года для женщин. В Австралии самый высокий уровень заболеваемости раком кожи в мире, в то время как курение сигарет — самая крупная предотвратимая причина смерти и болезней, на которую приходится 7,8 % от общей смертности и болезней. Второе место среди предотвратимых причин занимает гипертензия (7,6 %), на третьем — ожирение — 7,5 %. Австралия занимает 35-е место в мире и является лидером среди развитых стран по доле взрослых с ожирением, почти две трети (63 %) взрослого населения страны имеют избыточный вес или страдают ожирением.
Общие расходы на здравоохранение (включая расходы частного сектора) составляют около 9,8 % ВВП. Австралия ввела всеобщее здравоохранение в 1975 году. Известный как Medicare, сейчас он номинально финансируется за счёт надбавки подоходного налога, известной как сбор за Medicare, который в настоящее время составляет 2 %. Штаты управляют больницами и прилегающими к ним амбулаторными службами, в то время как Содружество финансирует схему фармацевтических льгот (субсидирование стоимости лекарств) и общую практику.

### Пенсионное обеспечение
В Австралии срок выхода на пенсию составляет 65 лет. Существует система ограничений уровня пенсионного обеспечения. 70 % австралийцев получают пенсию максимального размера, однако остальным гражданам пенсию снижают с учётом величины их доходов. Для того, чтобы защитить таких граждан, в стране внедрена система профессионального пенсионного страхования, которой охвачено 90 % работников. Каждый работник и работодатель обязаны отсчитывать взносы в любой из частных пенсионных фондов, причём пенсионные взносы не включаются в базу налогообложения. Австралийская система пенсионного страхования имеет обязательный характер и на сегодняшний день считается наиболее современной из всех моделей, внедрённых в промышленно развитых странах.

## Культура

### Архитектура
Архитектурные стили колониального периода находились под сильным влиянием британской культуры. Тем не менее, необходимость адаптации к уникальному климату Австралии и новые веяния XX века привели растущему влиянию американского городского дизайна и диверсификации культурных вкусов и требований все более мультикультурного австралийского общества.
Среди известных австралийских архитектурных стилей жилой архитектуры — «квинсландер» (частные городские дома из дерева на сваях, для лучшей циркуляции воздуха и защиты от термитов), а также «федерация» (был популярен в 1890—1920 гг.).
В 1960-е годы, в связи с запретом рушить исторические здания восемнадцатого века и застраивать парковые зоны, начинается бум небоскребов, особенно в Сиднее.
Среди австралийских объектов всемирного наследия ЮНЕСКО — Сиднейский оперный театр, Королевский выставочный центр и Каторжные поселения Австралии.

### Искусство

#### Музыка
В Австралии изобретён один из старейших духовых инструментов в мире — диджериду.
Мировую известность получили австралийские альтернативные и рок-группы (AC/DC, Bee Gees, Ник Кейв, Airbourne, INXS, Savage Garden, Midnight Oil и пр.).
Среди поп-исполнителей австралийского происхождения известны Кайли Миноуг, Натали Имбрулья, Оливия Ньютон-Джон, Кит Урбан, Данни Миноуг, Даррен Хейз, Габриэлла Чилми, Джейсон Донован, Джимми Барнс, а также молодой исполнитель Коди Симпсон.
С 2015 года Австралия ежегодно участвует в конкурсе песни «Евровидение».

#### Танец и балет
Грэм Мэрфи является одним из выдающихся мировых постановщиков балета.

#### Театр
Коренное население Австралии театрального искусства не знало. Первые театральные представления в Австралии, которые давались силами колонистов и сосланных из Англии осуждённых, состоялись около 1780 года. Первый спектакль состоялся в Сиднее 4 июня 1879 года: каторжане в помещении барака представили пьесу по комедии Дж. Фаркуара «Офицер-вербовщик».
В начале XX века в Мельбурне организовался еврейский профессиональный театр, который давал свои представления на идише.

#### Цирк
Как и в большинстве европейских стран, в Австралии отсутствуют стационарные помещения для цирковых представлений. Цирки путешествуют из города в город, разворачивая шапито на специально подготовленных площадках. Наиболее популярные в Австралии труппы:
- Circus Oz со штаб-квартирой в Мельбурне.
- Cirque du Soleil — этот основанный в Квебеке (Канада) цирк в настоящее время имеет представительства во многих странах мира, включая Австралию.

### Традиции и обычаи
Британское наследие:
- На континенте существует левостороннее движение по британскому образцу.
- Сохраняется высокая популярность такого вида спорта, как крикет.
- Сохраняется статус Дня рождения короля как государственного праздника. Формально король Великобритании считается в Австралии главой государства.
- В 1984 году гимн «Боже, храни королеву» был заменён гимном «Вперёд, прекрасная Австралия».

#### Праздники

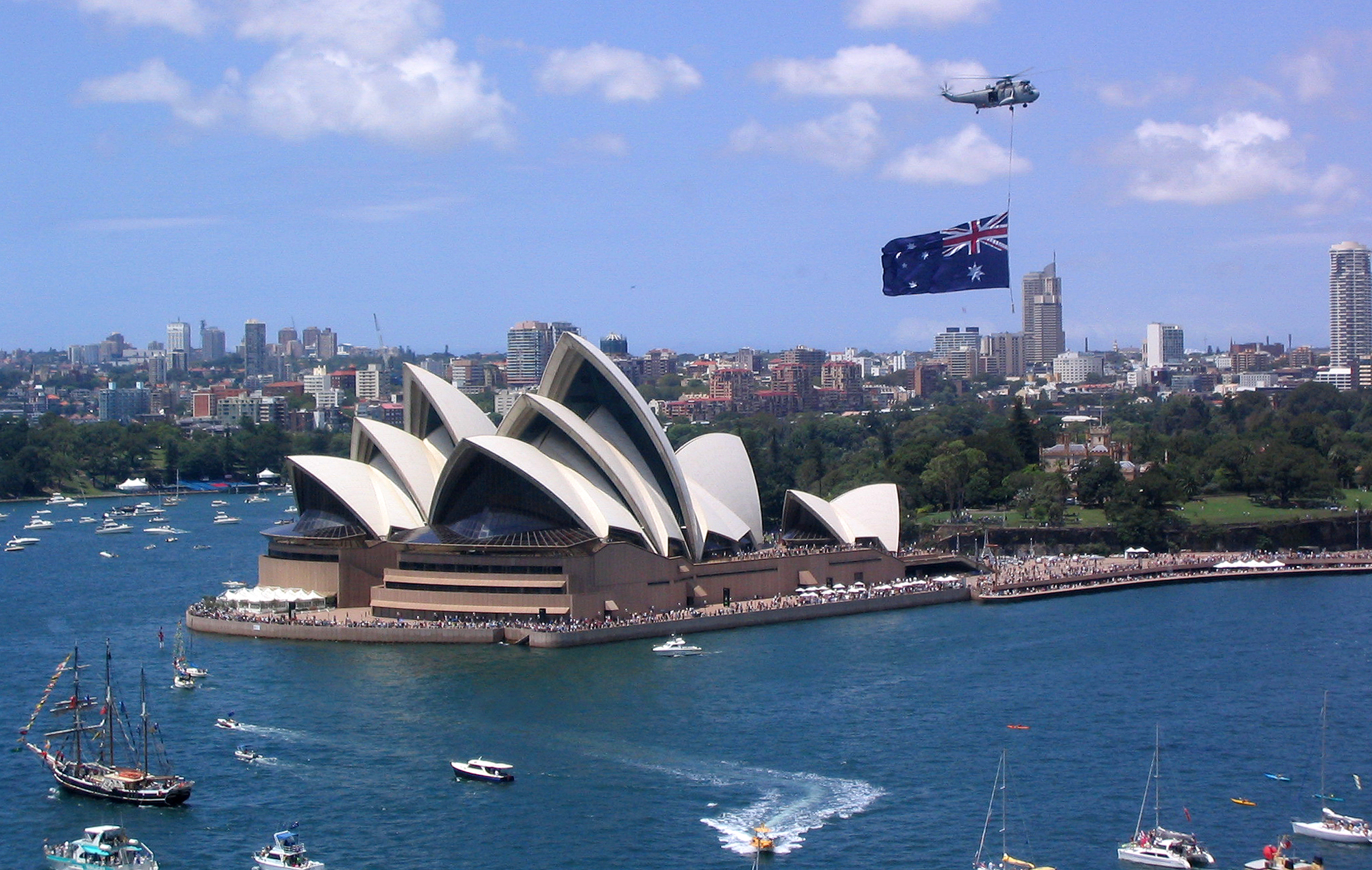
Празднование дня Австралии в Сиднее, 2004 год

По состоянию на 2011 год общественными праздниками (англ. Public holidays; фактически являются государственными) являются:
- 1 января — День Нового года (англ. New Year’s Day)
- 26 января — День Австралии (англ. Australia Day)
- Великая пятница (англ. Good Friday; в Австралии празднуется в первую пятницу после полнолуния или после 21 марта)
- Пасхальный понедельник (англ. Easter Monday, празднуется после Пасхи)
- 25 апреля — День АНЗАК (англ. Anzac Day)
- 25 декабря — Рождество по григорианскому календарю (англ. Christmas Day)
- 26 декабря — День подарков (англ. Boxing Day)

Помимо этого, каждый штат вправе устанавливать свои общественные праздники, такие как день рождения короля, Labour Day, экка и другие.

### СМИ
Две медиа-компании в Австралии финансируются государством: Австралийская радиовещательная корпорация (ABC) и Специальный вещательный сервис (SBS); обе предоставляют бесплатную трансляцию в эфирном телевидении, радио и в Интернете и принадлежат австралийскому правительству.
После бурных дебатов в начале 2000-х был сохранён законопроект 1992 года, который запрещал иностранным фирмам покупать больше 20 % местных телерадиокомпаний.

#### Телевидение
Впервые телевидение в Австралии появилось в 1956 году. Цветной телевизор появился в 1975 году.
В дополнение к общественному телевидению, которое доступно почти всему населению встралии, существуют три основных коммерческих телевизионных канала: Nine Network, Seven Network и Network Ten, они покрывают большинство густонаселённых городов страны.
Цифровое вещание началось с 1 января 2001 года; аналоговое вещание отключено в 2013 году.

#### Радио
Первая радиопередача в стране началась 13 ноября 1923 года, в Сиднее.
В настоящее время работают 274 коммерческих радиостанций (за счёт рекламы) и 341 общественных (финансируемые государством)[3].

#### Пресса
Среди ежедневных газет 2 национальные, 10 газет штатов / территорий, 37 региональных и 470 других местных и пригородных газет. Все основные газеты принадлежат либо News Limited, дочерней компании News Corporation, или Fairfax Media.

### Спорт
Австралия принимала летние Олимпийские игры 1956 года в Мельбурне и летние Олимпийские игры 2000 года в Сиднее.

## Вооружённые силы
Австралийские вооружённые силы известны как Силы обороны Австралии (ADF). Они состоят из Королевского военно-морского флота Австралии, Армии Австралии и Королевских военно-воздушных сил.
Комплектование ВС — добровольное на контрактной основе, срок службы ограничен только условиями контракта.
- Общая численность: 51,5 тыс. (регулярный состав) и 19,5 тыс. (резерв)
- Мобилизационные ресурсы: 4,9 млн чел. (из них годны к службе 4,2 млн)

Все виды австралийских вооружённых сил принимают активное участие в миротворческих операциях (в настоящее время — Восточный Тимор и Соломоновы Острова), спасательных операциях и военных конфликтах (в настоящее время — Ирак и Афганистан).
Премьер-министр назначает главнокомандующего из командующих видами вооружённых сил. В настоящее время Силами обороны Австралии командует маршал авиации Ангус Хьюстон. В 2005/06 финансовом году военные расходы составили 17,5 млрд австралийских долларов — 2 % ВВП.
- Военно-морские базы:
  - Сидней
  - Кокберн-Саунд
  - Мельбурн
- Военно-воздушные базы:
  - Дарвин
  - Канберра
  - Лавертон[англ.]
  - Ричмонд
  - Сидней

На территории страны находится 16 военных объектов США, в том числе радиоцентр связи с ПЛАРБ (мыс Северо-Западный) и ракетный полигон Вумера.

### Комментарии
1. ↑  Государство Австралия официально считает воды южнее австралийского материка Южным океаном, а не частью Индийского, как это определено Международной гидрографической организацией (МГО). В 2000 году страны-участники МГО проголосовали за решение считать «Южным океаном» только воды между Антарктидой и 60-й параллелью[11].